# Список померлих 2019 року
Це список енциклопедично значимих людей, що померли 2019 року, упорядкований за датою смерті. Під кожною датою розміщено перелік осіб у алфавітному порядку за прізвищем або псевдонімом. Тут також зазначено дати смерті значимих тварин та інших біологічних форм життя.
Типовий запис містить інформацію в такій послідовності:
- Ім'я, вік, країна громадянства і рід занять (причина значимості), встановлено причину смерті і посилання.

Інструменти пошуку в новинах: google [Архівовано 31 грудня 2021 у Wayback Machine.], meta [Архівовано 31 грудня 2021 у Wayback Machine.], yandex.

## Грудень

### 31 грудня
- Пеетер Аллік, 53, естонський художник і графік.

### 30 грудня
- Мурзін В'ячеслав Юрійович, 68, український історик.

### 29 грудня
- Аласдер Ґрей, 85, шотландський письменник, драматург, поет, художник, ілюстратор, викладач.
- Сімонія Нодарі Олександрович, 87, російський політолог, вчений-сходознавець, академік.

### 26 грудня
- Аблязов Рауф Ахметович, 84, український вчений, президент Східноєвропейського університету економіки та менеджменту (м. Черкаси).

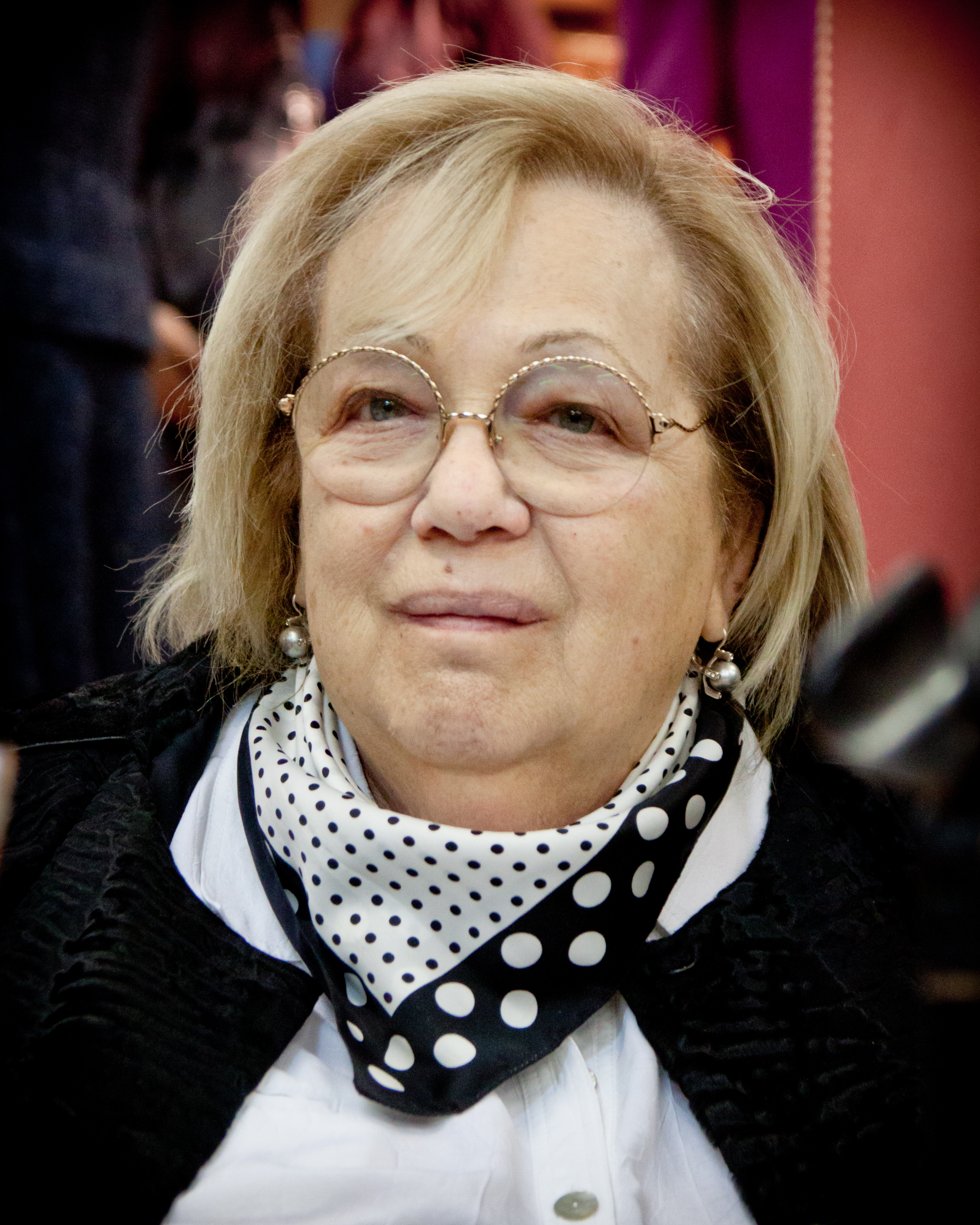
радянська і російська театральна режисерка Галина Волчек

- Волчек Галина Борисівна, 86, радянська і російська театральна режисерка, актриса, педагог. Народна артистка СРСР (1989).
- Сью Лайон, 73, американська акторка[1].
- Клод Режі, 96, французький режисер і сценарист.

### 25 грудня
- Демерташ Віктор Костянтинович, 72, радянський та український актор. Заслужений артист України (2008).

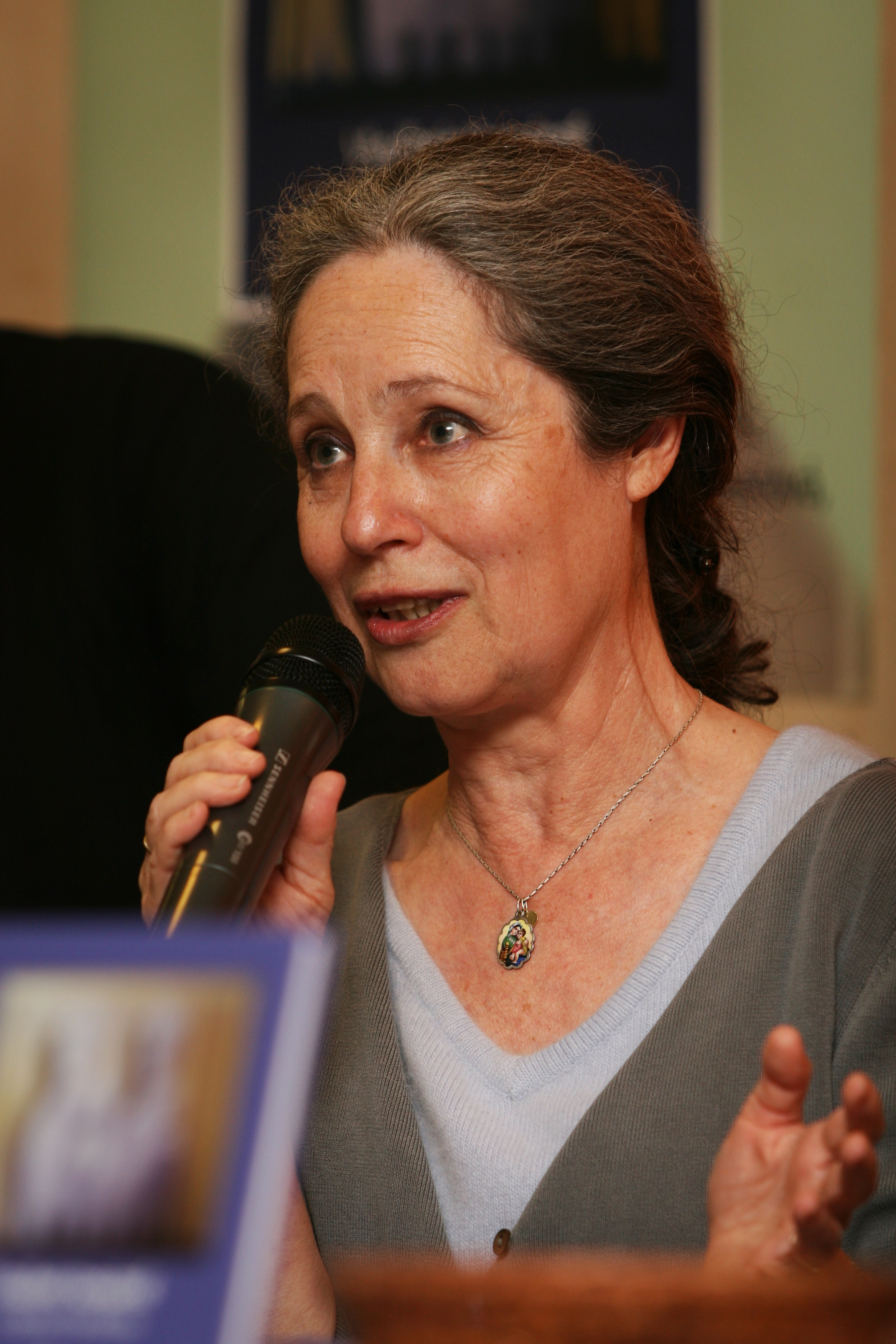
чеська акторка, політична і громадська діячка Таня Фішерова

- Таня Фішерова, 72, чеська акторка, політична і громадська діячка.[2]
- Чуприк-Котюк Етелла Олександрівна, 55, українська піаністка. Народна артистка України (2016).
- Петер Шраєр, 84, німецький співак (тенор) і диригент.

### 24 грудня
- Вальтер Горак, 88, австрійський футболіст, нападник.
- Ґерт'є Кюйнт'єс, 114, нідерландська супердовгожителька, чий вік був підтверджений Групою геронтологічних досліджень.

### 23 грудня
- Ганг Прасад Вімал, 80, індійський поет, казкар, романіст, перекладач, засновник літературного руху Акагані.
- Дорошенко Віталій Аврамович, 78, український актор кіно та дубляжу. Заслужений артист України (2004).

### 21 грудня
- Мартін Пітерс, 76, англійський футболіст, півзахисник.
- Емануель Унгаро, 86, французький модельєр, засновник Будинку моди.

### 20 грудня
- Едуард Крігер, 73, австрійський футболіст, захисник, півзахисник.
- Роланд Маттес, 69, німецький плавець, чотириразовий олімпійський чемпіон.
- Пшеничников Юрій Павлович, 79, радянський футболіст, воротар.

### 19 грудня
- Кулик Петро Іванович, 86, український скульптор.

### 18 грудня
- Бакшеєва Галина Петрівна, 74, радянська тенісистка.
- Геула Коен, 94, ізраїльська журналістка, політична і громадська діячка.
- Клодін Оже, 78, французька акторка та модель.

### 17 грудня
- Карін Бальцер, 81, німецька легкоатлетка, яка спеціалізувалась на бар'єрному бігу.
- Бронко Хорват, 89, канадський хокеїст, що грав на позиції центрального нападника.

### 16 грудня
- Джордж Фергюсон, 67, колишній канадський хокеїст, що грав на позиції центрального нападника.

### 15 грудня
- Монік Лерак, 91, канадська акторка, співачка, драматург[3].
- Ненашев Михайло Федорович, 90, радянський, російський державний діяч, журналіст, публіцист, редактор, вчений-історик, педагог.

### 14 грудня
- Анна Каріна, 79, данська і французька акторка театру і кіно, кінорежисер.
- Панамаренко, 79, бельгійський скульптор.
- Циплаков Володимир Вікторович, 50, білоруський хокеїст, лівий нападник. Заслужений майстер спорту Республіки Білорусь (2002).

### 13 грудня
- Дурова Катерина Львівна, 60, радянська та російська актриса. Заслужена артистка Росії (2005).
- Шеляг-Сосонко Юрій Романович, 86, український ботанік, академік НАН України.

### 12 грудня
- Денні Аєлло, 86, американський актор.
- Хорхе Ернандес, 65, кубинський боксер найлегшої вагової категорії. Олімпійський чемпіон та чемпіон світу з боксу.
- Команов Володимир Геннадійович, 81, український конструктор ракетно-космічної техніки, кандидат технічних наук.
- Посікіра Микола Михайлович, 73, український скульптор.
- Пітер Снелл, 80, новозеландський легкоатлет, який спеціалізувався в бігу на середні дистанції, триразовий чемпіон Олімпійських ігор, багаторазовий рекордсмен світу.

### 10 грудня

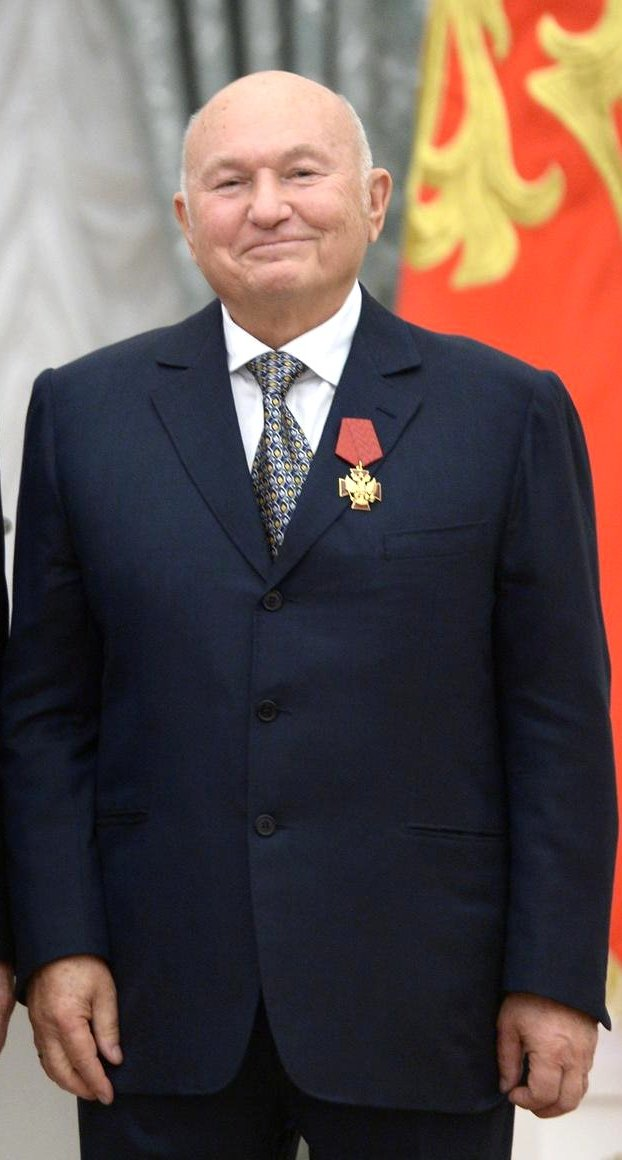
мер Москви (1992—2010) Юрій Лужков у 2011 році

- Лужков Юрій Михайлович, 83, російський державний і політичний діяч, 2-й мер Москви (1992—2010). [Архівовано 10 грудня 2019 у Wayback Machine.]

### 9 грудня

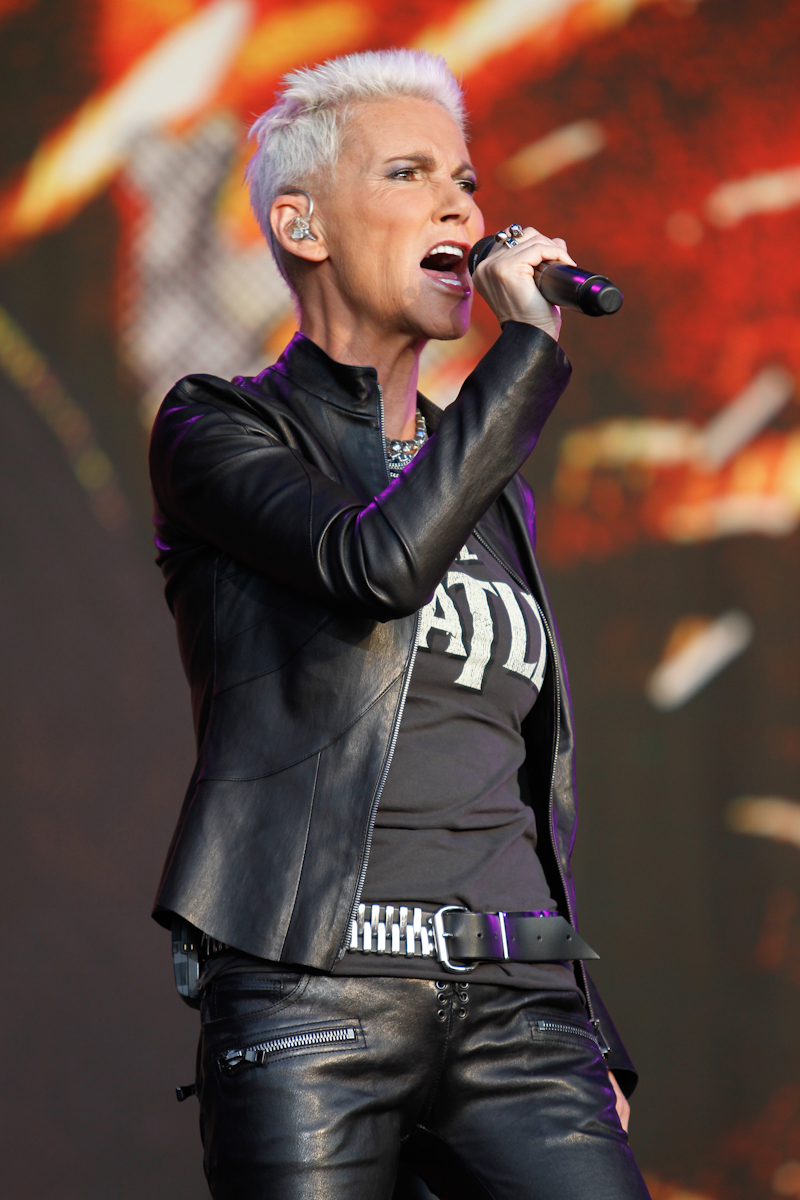
шведська співачка, композитор Марі Фредрікссон у 2011 році

- Аджой Рой, 84, правозахисник, професор фізики[4].
- Марі Фредрікссон, 61, шведська співачка, композитор, солістка поп-рок дуету Roxette.

### 8 грудня
- Juice WRLD, 21, американський репер, співак та автор пісень, серцевий напад[5].
- Пол Волкер, 92, американський економіст, голова Консультативної ради при Президентові США з економічного відновлення.
- Звонимир Вуїн, 76, югославський боксер, призер Олімпійських ігор.
- Рене Обержонуа, 79, американський актор, режисер, рак легенів[6].

### 7 грудня
- Рон Сондерс, 87, англійський футболіст, згодом тренер.
- Заза Урушадзе, 53, грузинський кінорежисер, продюсер та сценарист, державний діяч у галузі кінематографії.

### 6 грудня
- Стоянка Мутафова, 97, болгарська акторка.

### 5 грудня
- Мирошниченко Артем Миколайович, 36, український громадський діяч, волонтер. Убивство.

### 4 грудня

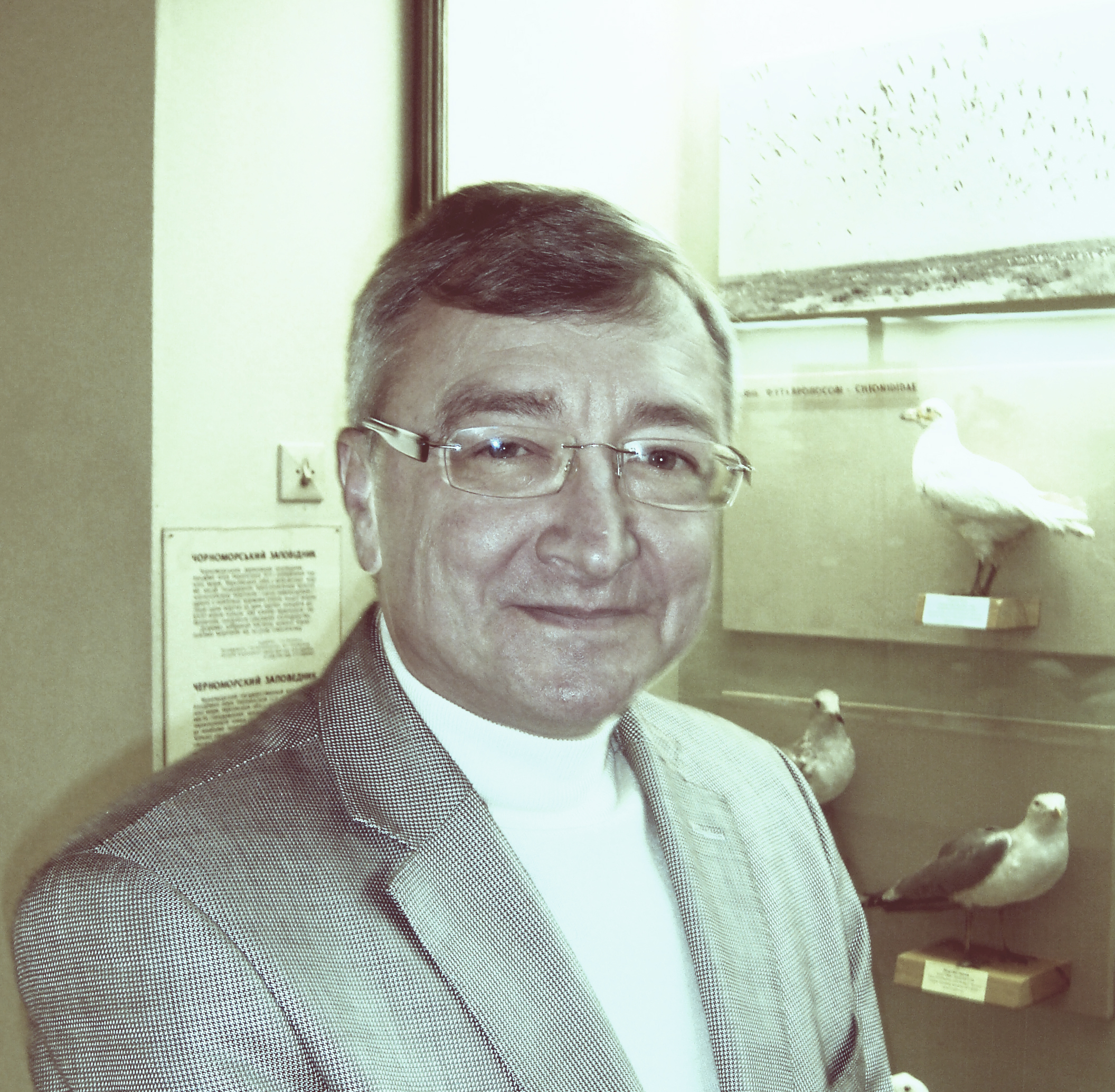
український вчений, директор Інституту морської біології НАН України Борис Александров

- Александров Борис Георгійович, 61, доктор біологічних наук, професор, член-кореспондент НАН України, директор Інституту морської біології НАН України. Загинув під час пожежі в Одесі.

### 3 грудня
- Кипріян Мирон Володимирович, 89, головний художник театру ім. М. Заньковецької, народний художник України.

### 2 грудня
- Кислий Павло Степанович, 86, український інженер, академік НАН України.
- Франческо Янич, 82, колишній італійський футболіст, захисник. По завершенні ігрової кар'єри — спортивний функціонер.

## Листопад

### 30 листопада
- Маріс Янсонс, 76, латвійський диригент.

### 29 листопада
- Яніс Страдіньш, 85, латвійський науковець, професор, член Академії наук Латвії.
- Накасоне Ясухіро, 101, Прем'єр-міністр Японії (1982—1987).

### 28 листопада
- Пім Вербек, 63, нідерландський футбольний тренер, в минулому — футболіст.

### 26 листопада
- Джеймс Голловей III, 97, американський воєначальник, адмірал Військово-морських США (1973), пілот палубної авіації, 20-й керівник військово-морськими операціями (1974—1978).
- Кен Кавано, 95, австралійський авто та мотогонщик, учасник чемпіонатів світу з автоперегонів в класі Формула-1 та шосейно-кільцевих мотоперегонів MotoGP.
- Якоб Кун, 76, швейцарський футболіст, що грав на позиції півзахисника. По завершенні ігрової кар'єри — тренер.
- Бруно Ніколе, 79, італійський футболіст, що грав на позиції флангового півзахисника, зокрема, за «Ювентус», а також національну збірну Італії.

### 25 листопада

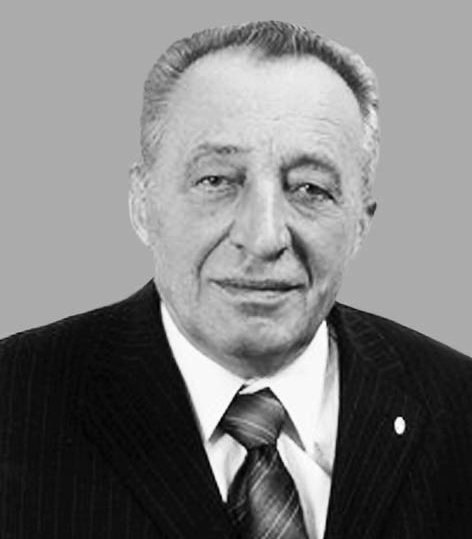
генеральний директор Запорізького автомобільного заводу Степан Кравчун

- Кравчун Степан Іванович, 83, генеральний директор Запорізького автомобільного заводу (1983—1996).
- Алан Порту, 90, колишній французький спринтер та регбіст.
- Янош Хорват, 98, угорський економіст і політик, член Національних зборів (1998—2014).

### 24 листопада
- Бабаєв-Кальницький Давид Вольфович, 76, український актор театру та кіно, педагог, Народний артист України (1999).

### 23 листопада
- Іман, 25, остання самка суматранського носоріга, рак[7].
- Логвінов Дмитро Вікторович, 42, український футболіст.[8]
- Стратілат Анатолій Іванович, 71, український діяч культури, педагог.

### 22 листопада
- Ежен Камара, 77, гвінейський політичний діяч, прем'єр-міністр країни у лютому 2007.
- Цецилія Сегіцці, 111, італійська композиторка, художниця і педагог.

### 20 листопада
- Майкл Джей Поллард[ru], 80, американський актор персонажів[9].

### 18 листопада

український письменник Микола Миколаєнко

- Миколаєнко Микола Антонович, 99, український письменник.

### 17 листопада
- Хелга Данцберга, 77, латвійська акторка театру і кіно.
- Тишкевич Регіна Йосипівна, 90, білоруський математик, відомий фахівець в сфері «теорії графів».
- Щербінін Юрій Леонідович, 78, український музикознавець, громадський діяч.

### 16 листопада
- Джон Кемпбелл Браун, 72, британський астроном, королівський астроном Шотландії з 1995 року.
- Вінайкін Василь Павлович, 95, український радянський скульптор, заслужений діяч мистецтв УРСР (з 1971).
- Рехвіашвілі Аніко Юріївна, 55, український балетмейстер-постановник, лауреат Міжнародного конкурсу артистів балету імені Сержа Лифаря.

### 15 листопада
- Гаррісон Діллард, 96, американський легкоатлет, який спеціалізувався в спринті та бар'єрному бігу, чотириразовий чемпіон Олімпійських ігор.
- Мовчан Борис Олексійович, 91, український вчений в царині фізичного металознавства й металургії, академік НАН України.

### 14 листопада
- Аміна Булах, 18, чемпіонка України з боксу, нещасний випадок.
- Марія Бакса, 73, італійська акторка.
- Кілочицький Петро Якович, 71, український зоолог, паразитолог і педагог, фахівець з мікроспоридій комарів і з методики викладання біології.
- Таранченко Володимир Васильович, 86, радянський, український кінооператор.

### 13 листопада
- Малиновський Борис Миколайович, 98, український вчений-комп'ютерник.

### 12 листопада
- Курилов Василь Іванович, 71, радянський футболіст та білоруський тренер, виступав на позиції півзахисника.
- Таґуті Міцухіса, 64, японський футболіст, що грав на позиції воротаря.

### 11 листопада
- Івашина Іван Вакулович, 100, учасник Великої Вітчизняної війни, Герой Радянського Союзу[10].
- Мюмтаз Сойсал, 90, турецький юрист, міністр закордонних справ Туреччини[11].

### 10 листопада
- Кантеладзе Піруз Григорович, 70, радянський футболіст, захисник. Майстер спорту (1967).

### 9 листопада
- Джемма Скулме, 94, радянська і латвійська художниця.

### 8 листопада
- Бородай Олександр Андрійович, 73, український художник, член Національної спілки художників України (з 1975 року).
- Крутиков Анатолій Федорович, 86, радянський футболіст.

### 7 листопада
- Клейн Лев Самуїлович, 92, радянський і російський історик, археолог, філолог, антрополог.
- Морозюк Світлана Сергіївна, 82, український ботанік і педагог.

### 6 листопада
- Ян Страський, 78, чеський державний і політичний діяч.

### 5 листопада
- Баран Володимир Данилович, 92, український історик, археолог.

### 2 листопада
- Блаженчук Володимир Іванович, 74, український радянський партійний діяч, 1-й секретар Волинського обласного комітету КПУ.
- Сігвард Ерікссон, 89, колишній спортсмен, шведський ковзаняр, дворазовий призер зимових Олімпійських ігор 1956 року.
- Марі Лафоре, 80, французька співачка й актриса.
- Ден Прентіс, 87, колишній канадський хокеїст, що грав на позиції крайнього нападника.

## Жовтень

### 28 жовтня

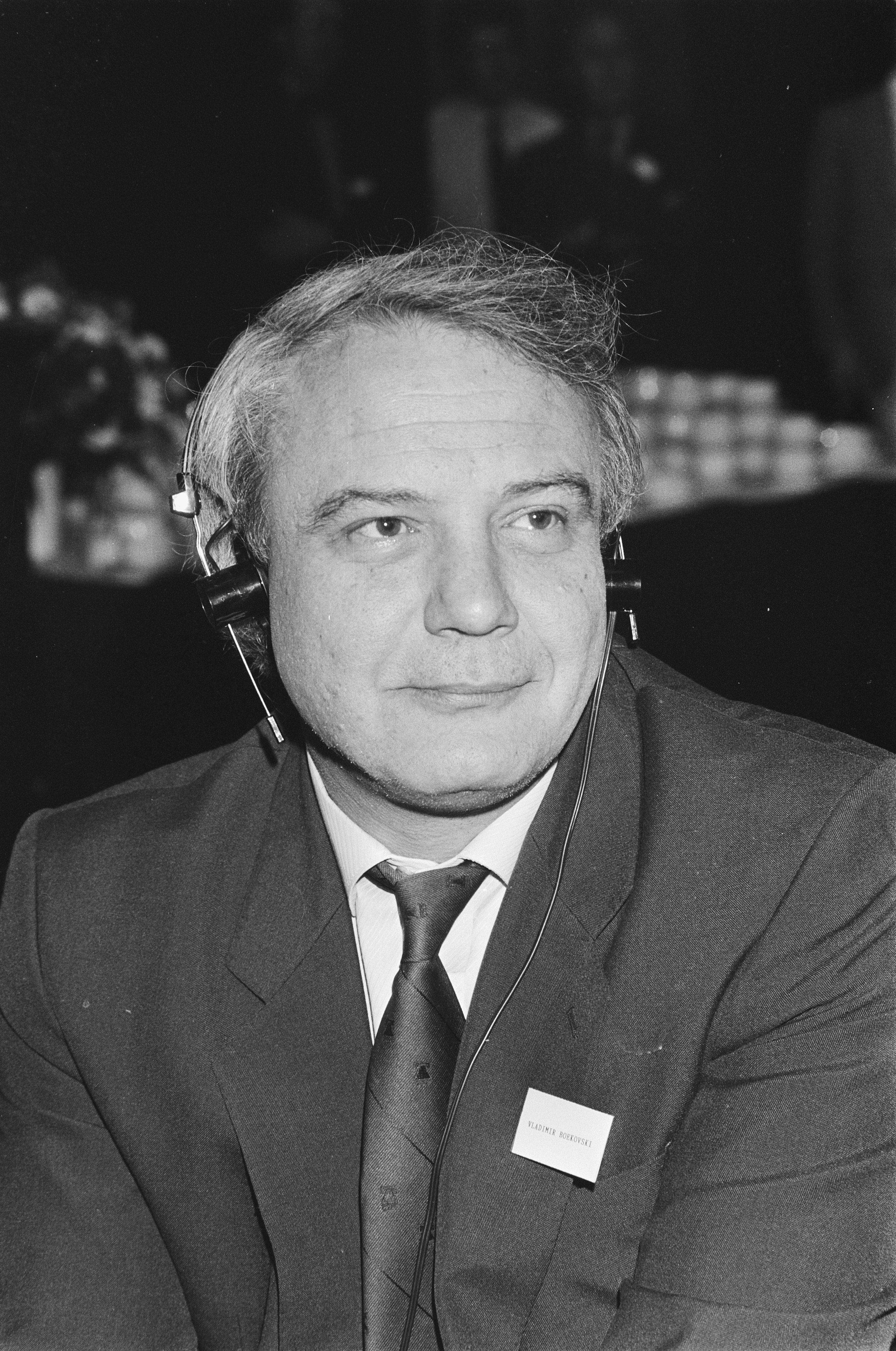
політичний діяч, дисидент Володимир Буковський у 1987 році

- Буковський Володимир Костянтинович, 76, політичний діяч, дисидент.
- Степаненко Михайло Борисович, 77, композитор, піаніст, громадський діяч.  [Архівовано 30 жовтня 2019 у Wayback Machine.]

### 26 жовтня
- Абу Бакр аль-Багдаді, 48, керівник Ісламської держави (ліквідований).

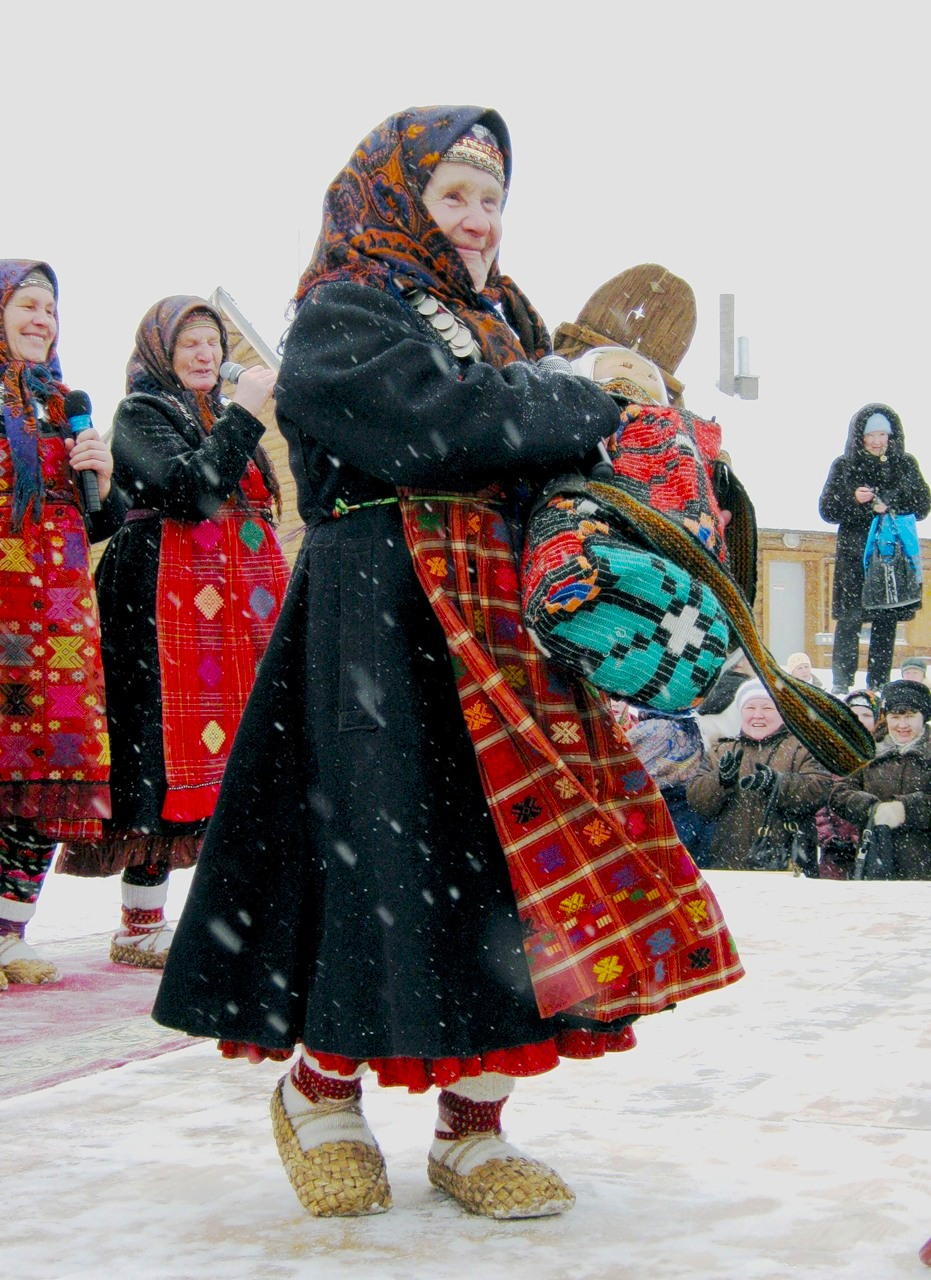
учасниця гурту «Бурановські бабусі», учасниця Євробачення-2012 Наталія Пугачова у 2011 році

- Пугачова Наталія Яківна, 83, Народна артистка Удмуртії, учасниця гурту «Бурановські бабусі», учасниця Євробачення-2012.

### 21 жовтня

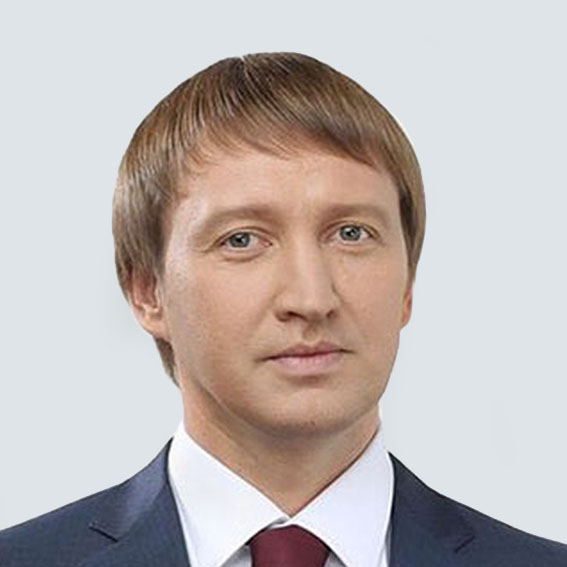
український політик Тарас Кутовий

- Кутовий Тарас Вікторович, 43, український політик, народний депутат України VII та VIII скликань; авіакатастрофа[12].

### 17 жовтня
- Мулява Володимир Савелійович, 82, український військовик та науковець.
- Яценюк Петро Іванович, 78, український історик, заслужений працівник освіти України.

### 14 жовтня
- Панченко Володимир Євгенович, 65, український літературознавець, письменник.

### 11 жовтня

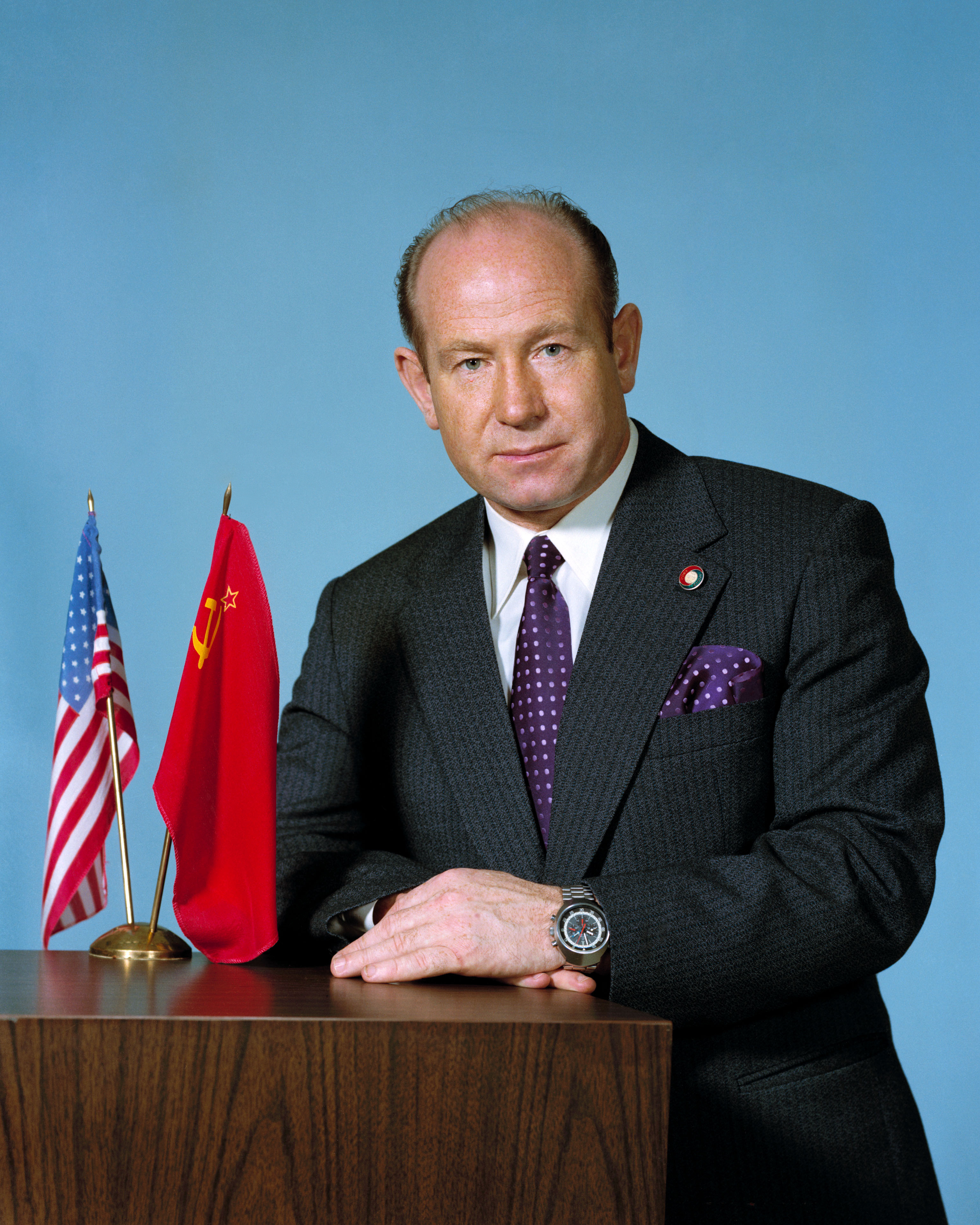
радянський космонавт Олексій Леонов

- Леонов Олексій Архипович, 85, радянський космонавт, перша людина, яка вийшла у відкритий космос.

### 5 жовтня
- Кукліна Марина, 33, українська акторка театру та кіно, онкологія.

### 2 жовтня
- Канчелі Гія Олександрович, 84, видатний грузинський композитор, автор симфонічної музики, музики для театру й кіно.
- Джулі Гібсон, 106, американська актриса та співачка[13].

### 1 жовтня

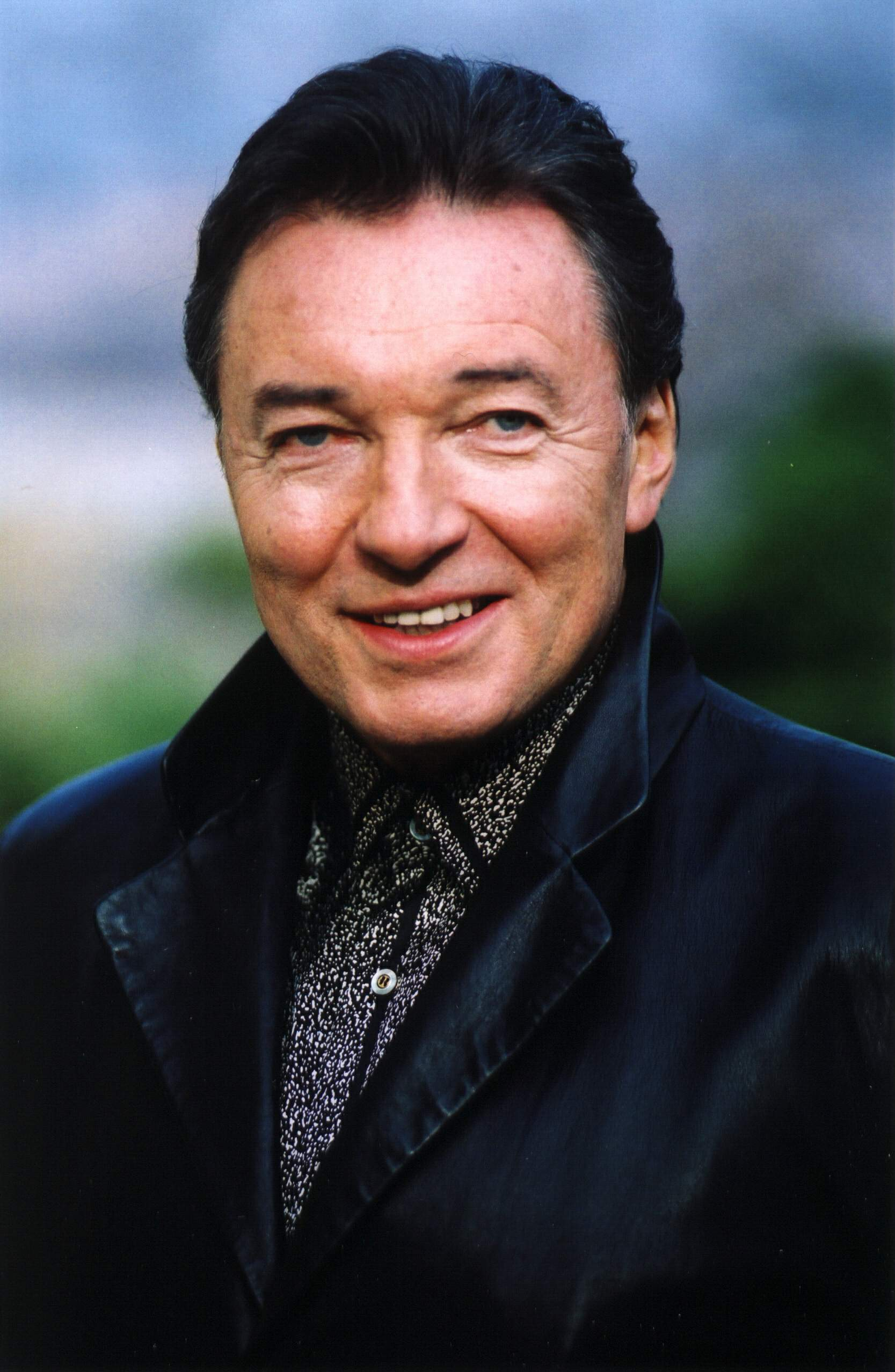
чеський співак (тенор) і актор Карел Ґотт у 2002 році

- Карел Ґотт, 80, чеський співак (тенор) і актор.

## Вересень

### 30 вересня
- Корнель Моравецький, 78, польський дисидент, політик і державний діяч, активіст антикомуністичної опозиції у ПНР.
- Джессі Норман, 74, американська оперна співачка (сопрано).

### 29 вересня
- Мєшков Юрій Олександрович, 73, кримський політик і юрист, перший та єдиний Президент Республіки Крим (1994—1995), Голова Ради Міністрів Криму (1994)[14].

### 28 вересня

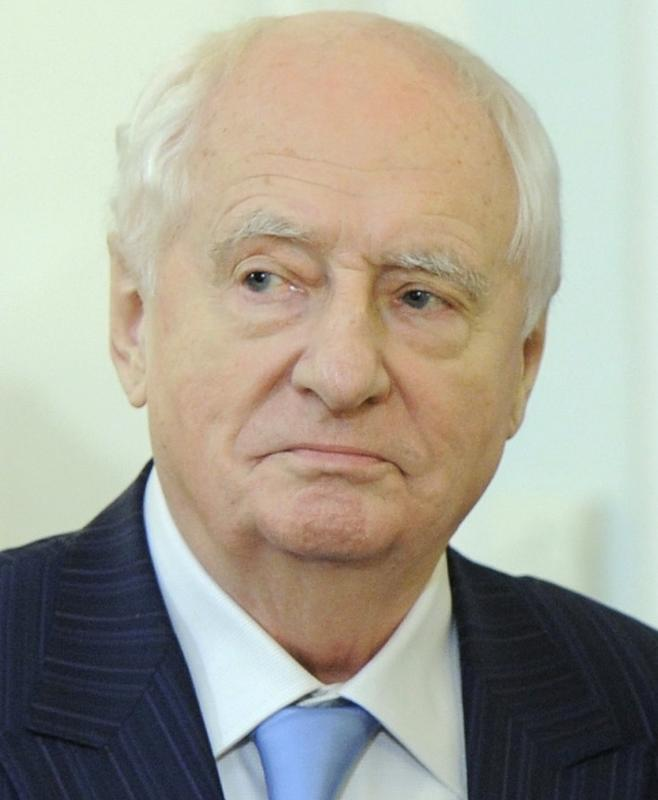
радянський і російський режисер театру та кіно Марк Захаров у 2012 році

- Захаров Марк Анатолійович, 85, радянський і російський режисер театру та кіно.

### 26 вересня

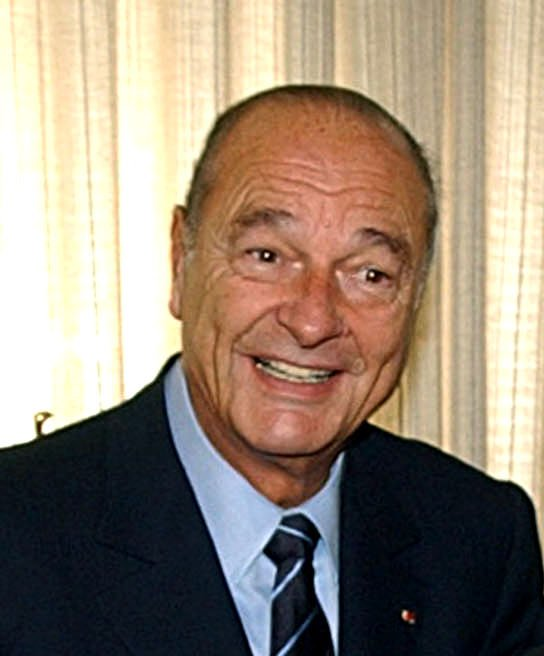
Президент Франції Жак Ширак

- Жак Ширак, 86, Президент Франції.

### 25 вересня
- Штогрин Дмитро Михайлович, 95, український бібліограф, літературознавець, провідний діяч Організації Українських Націоналістів (ОУН), засновник кафедри українознавства в Іллінойському університеті[15]
- Пауль Бадура-Скода, 91, австрійський піаніст.
- Любомир Левчев, 84, болгарський поет і прозаїк.

### 21 вересня
- Зигмунд Єн, 82, перший і єдиний космонавт НДР, перший німець в космосі, Герой НДР, Герой Радянського Союзу.

### 19 вересня

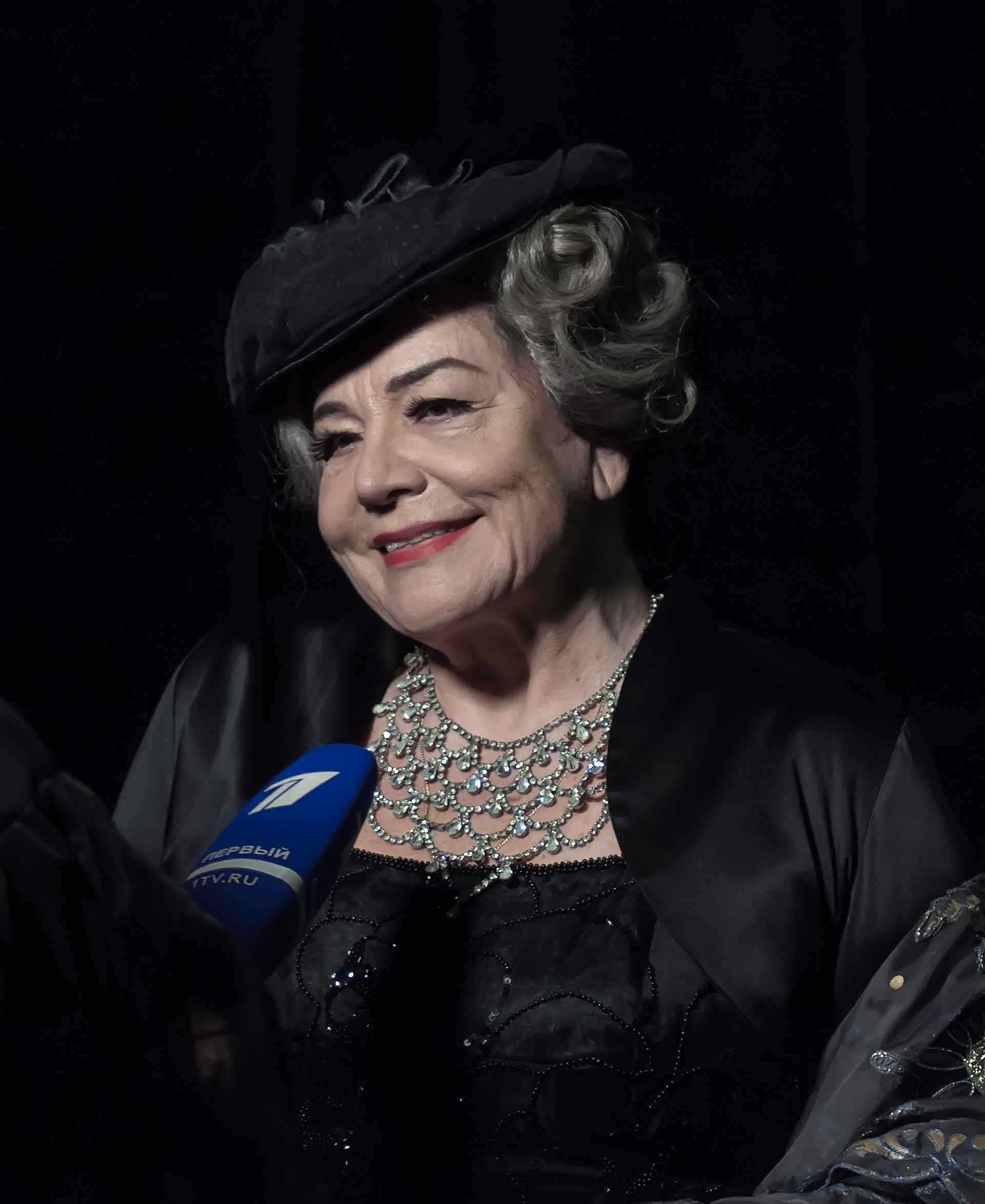
радянська російська оперна співачка (мецо-сопрано) Ірина Богачова

- Богачова Ірина Петрівна, 80, радянська російська оперна співачка (мецо-сопрано), народна артистка СРСР (1976), заслужена артистка РРФСР, лавреат Державної премії СРСР (1984).
- Шарль Жерар, 96, французький кіноактор[16].
- Баррон Гілтон[en], 91, американський діловий магнат, меценат і спортсмен, президент та головний виконавчий директор Hilton Hotels Corporation та головою правління Фонду Конрада Н. Гілтона[17].

### 18 вересня
- Литвак Олег Михайлович, 70, український правник, доктор юридичних наук (2002), в.о. Генерального прокурора України (1997—1998)[18].

### 16 вересня
- Передрій Ганна Романівна, 94, український філолог.

### 14 вересня
- Козлов Яків Семенович, 95, радянський, український актор театру і кіно, режисер, драматург. Заслужений діяч культури Польщі (1984).
- Глінкіна Лідія Андріївна, 89, російський педагог-русист, доктор філологічних наук.

### 13 вересня
- Руді Гутендорф, 93, німецький футболіст, що грав на позиції нападника. По завершенні ігрової кар'єри — тренер.
- Едді Мані, 70, американський рок-співак, автор пісень[19].
- Шендель Володимир Степанович, 83, український донецький художник, графік.

### 12 вересня
- Акілісі Погіва, 78, громадський і політичний діяч держави Тонга, прем'єр-міністр Тонги в 2014—2019 роках.

### 11 вересня
- Бухаруддин Юсуф Хабібі, 83, індонезійський державний, громадський і політичний діяч, міністр науки і технологій, віце-президент і президент країни.
- Марія Постойко, 69, молдавський політик, голова парламентської фракції Партії комуністів Республіки Молдова. Член Венеціанської комісії (2001—2005).

### 10 вересня
- Стефано Делле Кьяйе, 82, італійський неофашистський політик.
- Разін Альберт Олексійович, 79, заслужений діяч науки Удмуртської Республіки, самоспалення.

### 9 вересня
- Лаврентіс Махеріцас, 62, грецький рок-музикант, композитор та автор пісень.
- Жаїрзіньйо Пітер, 31, нідерландський футболіст, воротар клубу «Сентро Домінгіто».

### 8 вересня
- Крістофер Добсон, 69, британський хімік, спеціаліст у галузях протеоміки, хімічної та структурної біології, відомий дослідник фолдингу та місфолдингу білків.
- Ісраель Кейсар, 88, ізраїльський політичний і державний діяч, міністр транспорту (1992—1996), депутат Кнесету (1984—1996)[20].

### 7 вересня
- Луців Володимир Гаврилович, 90, український бандурист, концертний співак-тенор, виконавець дум та автор статей про бандуру.

### 6 вересня

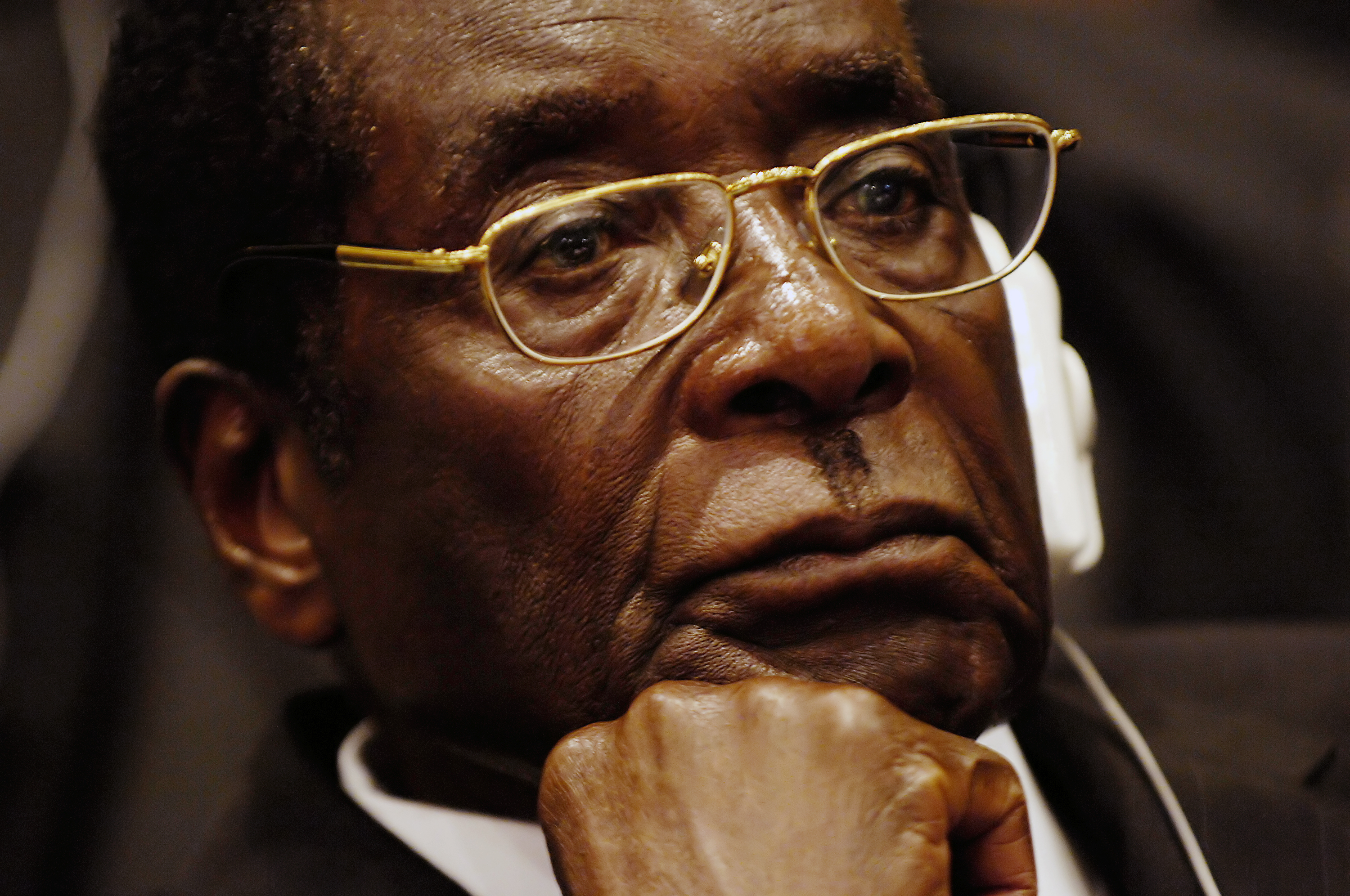
прем'єр-міністр і президент Зімбабве Роберт Мугабе у 2008 році

- Роберт Мугабе, 95, політичний діяч, прем'єр-міністр і президент Зімбабве.

### 4 вересня
- Абдулла Аббас, 79, азербайджанський поет, літературознавець, перекладач-україніст, критик, громадський і політичний діяч.
- Паль Беренді, 86, угорський футболіст, півзахисник. [Архівовано 4 вересня 2019 у Wayback Machine.]
- Роже Ечеґарай, 96, французький куріальний кардинал.
- Тевфік Киш, 85, турецький борець греко-римського стилю, дворазовий чемпіон та срібний призер чемпіонатів світу, чемпіон Європи, чемпіон Олімпійських ігор.

### 3 вересня
- Славіна Зінаїда Анатоліївна, 79, радянська і російська акторка театру і кіно.
- Хальвард Ханевольд, 49, норвезький біатлоніст, триразовий олімпійський чемпіон, п'ятиразовий чемпіон світу.

### 2 вересня
- Башнянин Григорій Іванович, 68, доктор економічних наук, професор, завідувач кафедри економічної теорії Львівської комерційної академії, заслужений діяч науки і техніки України.  [Архівовано 4 вересня 2019 у Wayback Machine.]
- Мацумото Ґьодзі, 85, японський футболіст, що грав на позиції воротаря.
- Жданкін Василь Олександрович, 61, український бард, композитор, ДТП.  [Архівовано 17 березня 2020 у Wayback Machine.]

### 1 вересня
- Каганов Мойсей Ісакович, 98, радянський фізик-теоретик, популяризатор науки. Доктор фізико-математичних наук (1958).

## Серпень

### 31 серпня

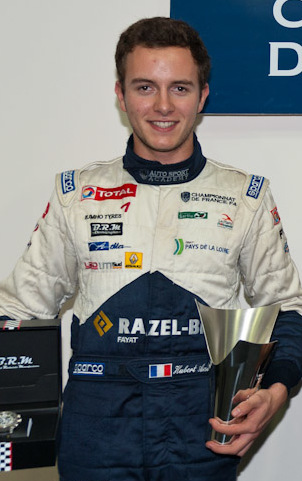
французький автогонщик Формули-2 Антуан Юбер у 2013 році

- Антуан Юбер, 22, французький автогонщик Формули-2[21].

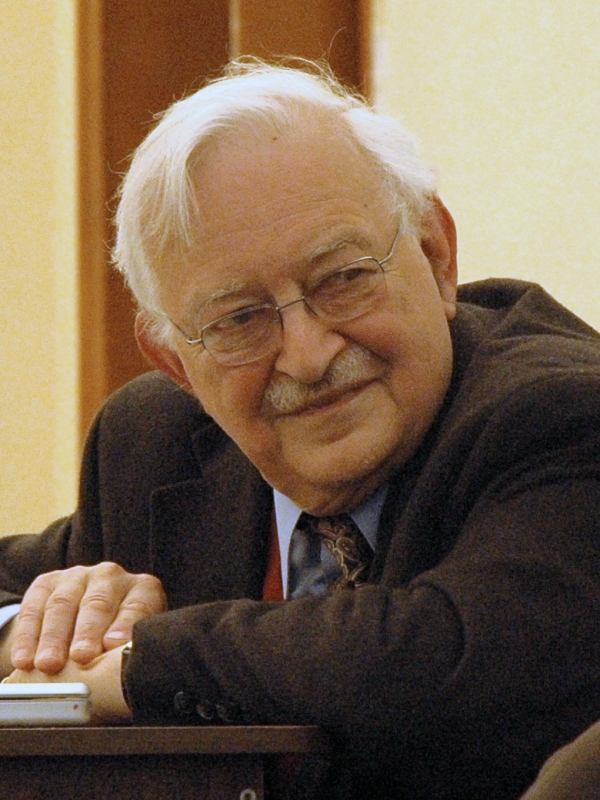
американський соціолог та історик Іммануїл Валлерстайн у 2008 році

- Іммануїл Валлерстайн, 88, американський соціолог та історик, відомий світ-системним підходом, один із лідерів сучасного неомарксизму.

### 30 серпня
- Франко Коломбу, 78, американський культурист італійського походження, актор, стронгмен.

### 29 серпня
- Абакумов Гліб Арсентійович, 81, російський хімік, академік РАН.
- Акілле Сільвестріні, 95, італійський кардинал, префект Конгрегації Східних Церков, великий канцлер Папського східного інституту (1991—2000). [Архівовано 31 серпня 2019 у Wayback Machine.] [Архівовано 31 серпня 2019 у Wayback Machine.]
- Янош Тот, 88, угорський кінооператор, режисер, сценарист.
- Богдан Турецький, 59, український художник, іконописець.  [Архівовано 30 серпня 2019 у Wayback Machine.]

### 28 серпня
- Мішель Омон, 82, французький актор театру і кіно.
- Валерій Михайлович Сиров, 72, футболіст, виступав за «Карпати» (Львів).  [Архівовано 28 серпня 2019 у Wayback Machine.]

### 27 серпня
- Дауда Кайраба Джавара, 95, політичний діяч Гамбії, прем'єр-міністр країни за номінального правління королеви Єлизавети II, а також перший президент незалежної Гамбії.
- Мацушіта Шін, 115, японська супердовгожителька.

### 25 серпня
- Фердинанд Пієх, 82, австро-німецький автомобільний промисловець; інженер-конструктор, менеджер, Голова наглядової ради концернів Volkswagen AG (2002—2015) та MAN (2007—2015)[22].

### 23 серпня
- Девід Кох, 79, американський бізнесмен, філантроп, політичний діяч та інженер-хімік[23].
- Еґон Ціммерманн, 80, австрійський гірськолижник, олімпійський чемпіон.

### 21 серпня
- Дайнеко Леонід Мартинович, 79, білоруський письменник.
- Курган Ілля Львович, 93, білоруський актор, диктор радіо, театральний педагог, Заслужений артист Білоруської РСР.

### 20 серпня
- Назарова Олександра Іванівна, 79, радянська і російська актриса театру і кіно.

### 16 серпня
- Марія Христина, 72, нідерландська принцеса, молодша дочка королеви Юліани.

### 13 серпня
- Філіпчук Володимир Станіславович, 79, голова правління Одеського ВАТ «Ексімнафтопродукт», Герой України  [Архівовано 13 серпня 2019 у Wayback Machine.].
- Роман Шумський, 95, ветеран Дивізії Галичина.

### 10 серпня
- Джеффрі Епштейн, 66, американський фінансист, філантроп[24].

### 9 серпня
- Такіс, 93, грецький скульптор, представник напрямку кінетичного мистецтва.
- Алтаїр Гомес де Фігейредо, 81, бразильський футболіст, що грав на позиції захисника.
- Фахрудін Юсуфі, 79, югославський футболіст горанського походження.

### 8 серпня
- Фабріціо Саккоманні, 76, італійський економіст і державний службовець, міністр економіки і фінансів у 2013—2014 рр.

### 7 серпня
- Кисіль Василь Іванович, 70, український юрист, доктор юридичних наук (2001). [Архівовано 8 серпня 2019 у Wayback Machine.]
- Кері Малліс, 74, американський біохімік, лауреат Нобелівської премії з хімії 1993 року, яку він розділив з Майклом Смітом.

### 6 серпня
- Шифрін Яків Соломонович, 99, український радіофізик. [Архівовано 6 серпня 2019 у Wayback Machine.]

### 5 серпня
- Йозеф Кадраба, 85, чехословацький футболіст, що грав на позиції нападника.
- Тоні Моррісон, 88, американська письменниця, лауреатка Нобелівської премії з літератури 1993 року.

### 4 серпня
- Гаральд Нікель, 66, колишній західнонімецький футболіст, що грав на позиції нападника.

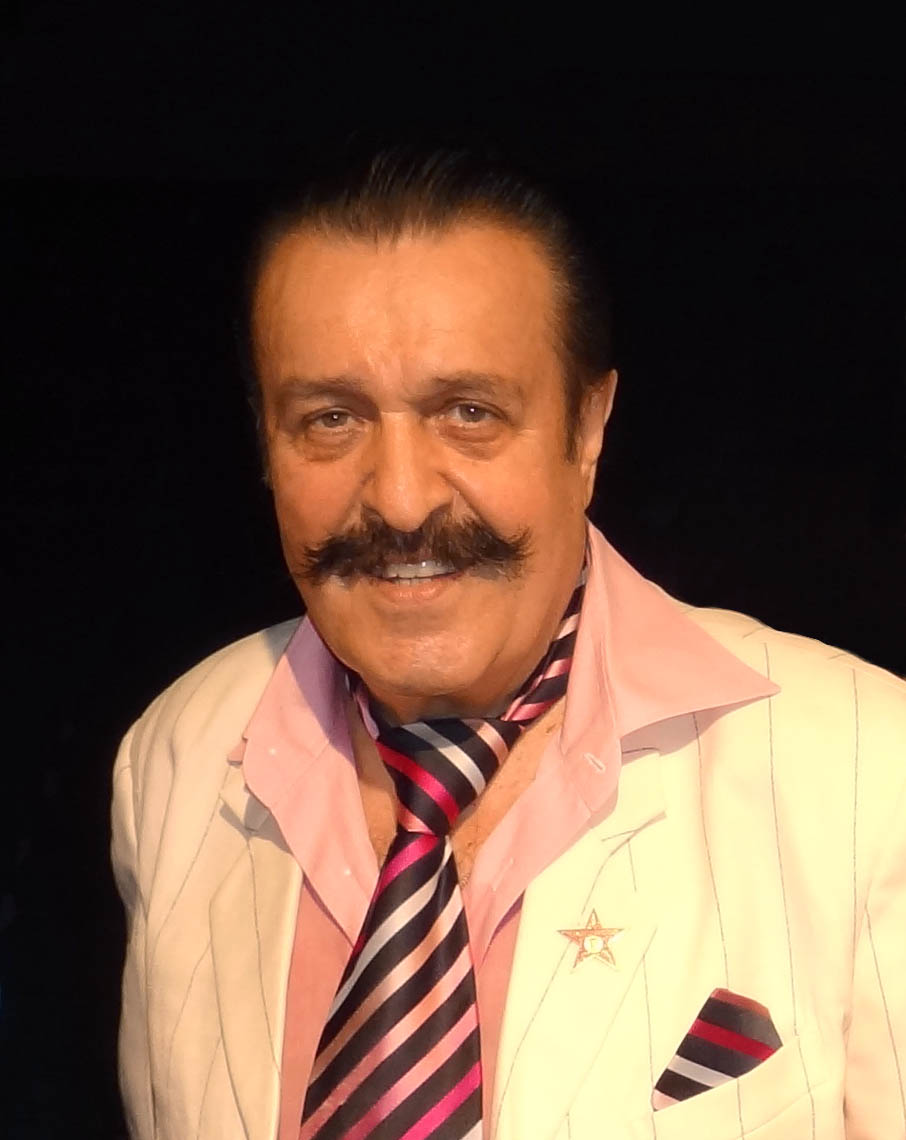
радянський, американський та російський автор-виконавець пісень в жанрі шансон Віллі Токарєв у 2012 році

- Віллі Токарєв, 84, радянський, американський та російський автор-виконавець пісень в жанрі шансон.
- Нуон Чеа, 93, діяч режиму «червоних кхмерів», прем'єр-міністр Демократичної Кампучії у 1976 році.

### 3 серпня
- Кардашов Микола Семенович, 87, російський астроном, академік РАН (1994); директор Інституту космічних досліджень РАН.
- Томас Онгелібел Ременгесау, 89, палауський політик, двічі виконувач обов'язків президента Палау, віце-президент Палау (1985—1988, 1993—2001).

### 2 серпня
- Гундер Бенгтссон, 73, шведський футбольний тренер.
- Давід Костецький, 38, польський боксер, самогубство. [Архівовано 3 серпня 2019 у Wayback Machine.]

### 1 серпня
- Саду Айяту, 77, камерунський політик, прем'єр-міністр Республіки Камерун від квітня 1991 до квітня 1992 року.
- Мєсяц Валентин Карпович, 91, радянський державний і партійний діяч, міністр сільського господарства СРСР (1976—1985).

## Липень

### 31 липня
- Гарольд Прінс, 91, американський театральний продюсер і режисер[25].
- Согоян Фрідріх Мкртичевич, 82, вірменський скульптор; автор більше 400 монументальних і станкових композицій.

### 27 липня
- Вірастюк Роман Ярославович, 51, український спортсмен, штовхальник ядра, директор департаменту Міністерства молоді та спорту України[26].
- Джон Роберт Шріффер, 88, американський фізик, лауреат Нобелівської премії з фізики (1972).
- Карлос Крус-Дієз[es], 95, венесуельський художник, один з основоположників оптичного мистецтва[27].

### 25 липня
- Беджі Каїд Ес-Себсі, 92, президент Тунісу.

### 24 липня
- Манолій Лупул, 94, історик, педагог, професор Альбертського університету. [Архівовано 29 липня 2019 у Wayback Machine.]

### 22 липня
- Мусіяка Віктор Лаврентійович, 73, український політик, один з авторів тексту Конституції України[28].
- Жидель Сергій Петрович, 67, український художник-монументаліст, графік і живописець, член Національної спілки художників України, заслужений художник України (2018)[29].

### 19 липня
- Мілованов Августин Лазаревич, 82, радянський і білоруський актор театру і кіно[30].
- Патрік Вінстон, 76, американський науковець, фахівець у галузі інформатики.
- Рутгер Гауер, 75, нідерландський і американський актор, продюсер, режисер та сценарист[31].

### 18 липня
- Гонцов Андрій Володимирович, 55, заслужений тренер України  [Архівовано 19 липня 2019 у Wayback Machine.].

### 17 липня
- Зимня Валентина Іванівна, 91, українська актриса, театральний педагог. Народна артистка УРСР (1960).

### 14 липня
- Касьян Олена, 48, українська поетеса  [Архівовано 17 липня 2019 у Wayback Machine.].
- Карл Бертіль Агнестіг, 95, шведський хоровий диригент, музикант та музичний педагог.

### 12 липня
- Фернандо Корбато, 93, американський вчений, фахівець у галузі комп'ютерних наук.

### 10 липня
- Іванців Володимир Опанасович, 82, український поет, перекладач.
- Некрич Михайло Григорович, 78, український композитор і педагог, музикант  [Архівовано 11 липня 2019 у Wayback Machine.].

### 9 липня
- Фернандо де ла Руа, 81, аргентинський політик і юрист, президент Аргентини (1999—2001).
- Ріп Торн, 88, американський актор[32].

### 7 липня
- Ора Намір, 88, ізраїльсьська політична діячка та дипломат, міністр праці Ізраїлю (1992—1996)[33].

### 6 липня
- Камерон Бойс, 20, американський актор і танцюрист.
- Жуан Жілберту, 88, бразильський співак і гітарист, що вважається одним з засновників босанови.

### 5 липня
- Двінський Володимир Еммануїлович, 78, радянський та російський кінорежисер, продюсер.

### 4 липня
- Власов Віталій Сергійович, 50, український педагог, науковець, автор підручників з історії України[34]
- Артуро Фернандес Родрігес, 90, іспанський актор[35].

### 3 липня
- Арте Джонсон, 90, американський актор-комік[36].
- Ланда Мальва Ноївна, 100, правозахисниця, ветеранка правозахисного руху в СРСР, член Московської Гельсінської групи з часу її заснування.

### 2 липня
- Лі Якокка, 94, американський підприємець і промисловець, обіймав посади президента «Ford Motor Company» і голови правління корпорації «Крайслер».

## Червень

### 30 червня
- Момир Булатович, 62, чорногорський і югославський політик. Президент Чорногорії (1990—1998), прем'єр-міністр Союзної Республіки Югославії (1998—2000).[37]
- Мітчелл Фейгенбаум, 74, американський фахівець в галузі фізико-математичних наук.

### 29 червня

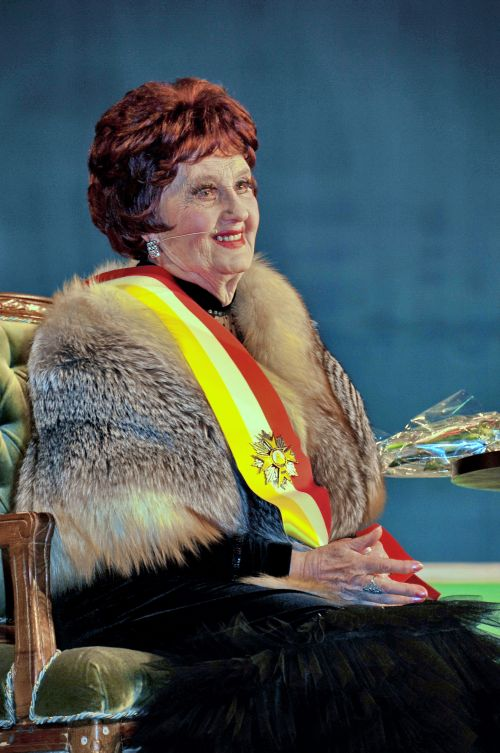
українська акторка, народна артистка України Євгенія Дембська

- Дембська Євгенія Михайлівна, 98, українська акторка, народна артистка України  [Архівовано 1 липня 2019 у Wayback Machine.]

### 25 червня
- Ізабель Сарлі, 89, аргентинська акторка та модель[38].

### 23 червня

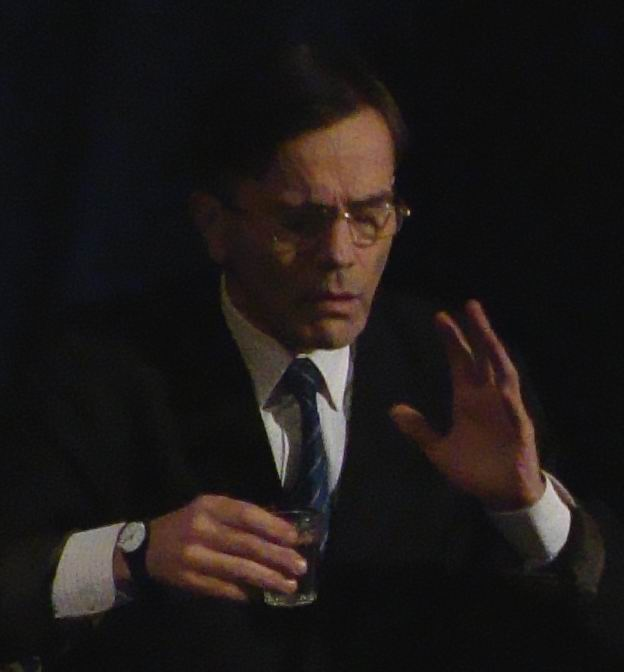
популярний радянський і російський актор театру та кіно Андрій Харитонов

- Харитонов Андрій Ігорович, 59, радянський і російський актор театру та кіно, режисер, сценарист[39].

### 22 червня
- Джудіт Кранц, 91, американська письменниця[40].

### 21 червня
- Деметріс Христофіас, 72, кіпрський політик, комуніст, шостий президент Кіпру.

### 19 червня

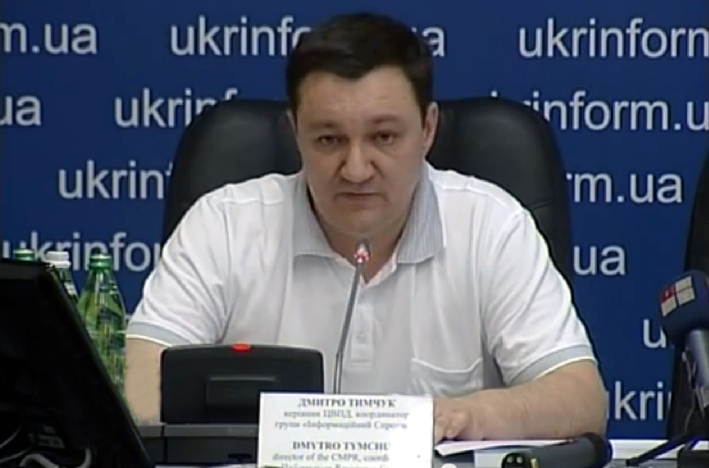
український військовий та політичний журналіст Дмитро Тимчук

- Тимчук Дмитро Борисович, 46, український військовий; політичний журналіст; знайдений застреленим, версія — самогубство  [Архівовано 3 серпня 2020 у Wayback Machine.].

### 17 червня

українська поетеса, вчена Ярослава Шекера

- Шекера Ярослава Василівна, 37, українська поетеса, вчена.
- Мухаммед Мурсі, 67, президент Єгипту (2012—2013).

### 16 червня
- Фредерік Андерманн, 88, канадський невролог.

### 15 червня
- Франко Дзефіреллі, 96, італійський кінорежисер та сценарист.

### 13 червня
- Едіт Гонсалес, 54, мексиканська акторка[41].
- Левченко Сергій Прокопович, 65, український поет, прозаїк, перекладач.

### 11 червня
- Вітошинський Роман Зенонович, 78, український оперний співак, народний артист України[42].
- Хільчевський Володимир Васильович, 94, український вчений у галузі технології машинобудування, заслужений працівник освіти України, доктор технічних наук, професор.

### 6 червня

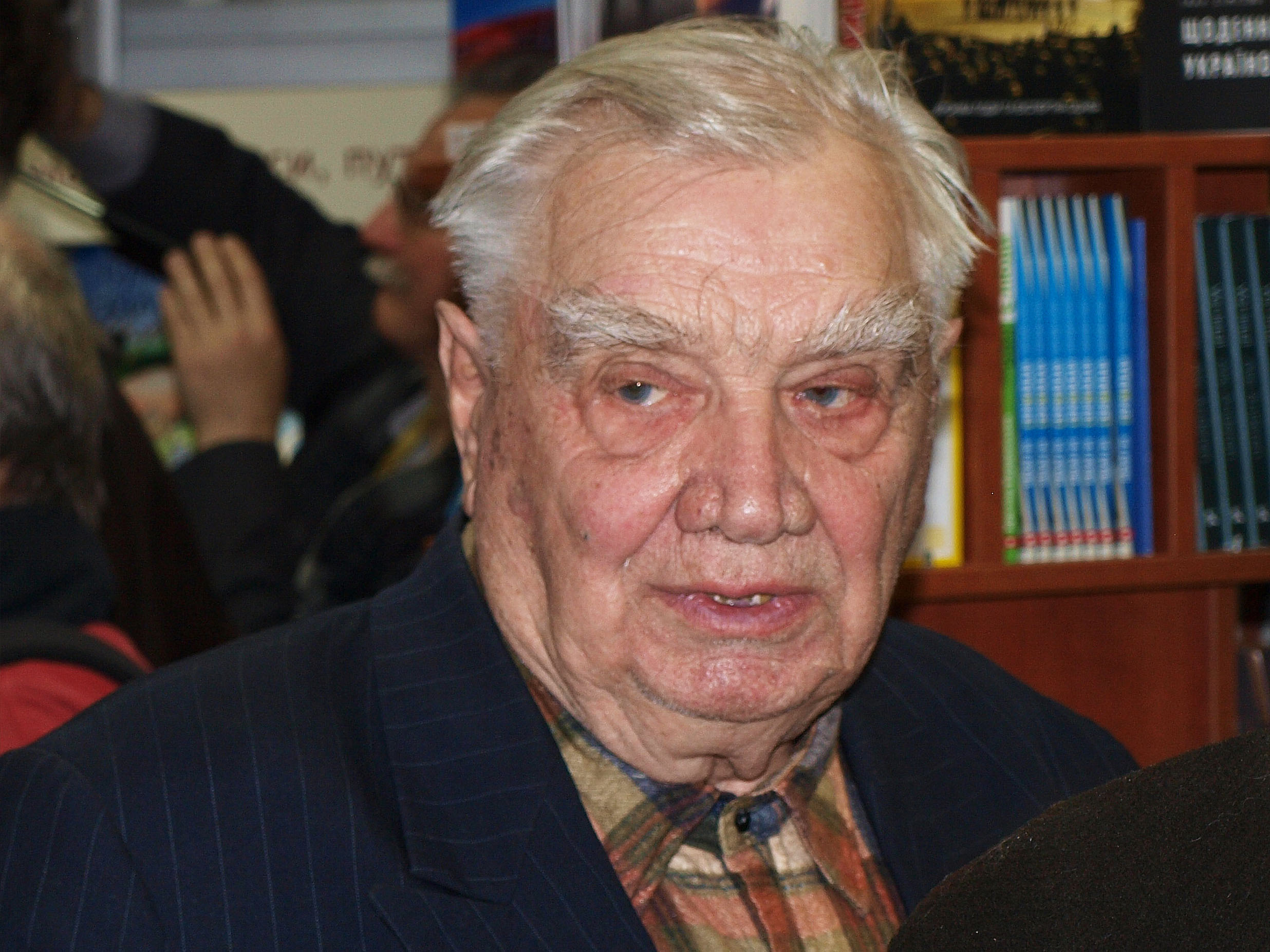
український письменник Юрій Мушкетик

- Мушкетик Юрій Михайлович, 90, український письменник, Герой України[43].

### 3 червня
- Розенфельд Семен Мойсейович, 96, червоноармієць, в'язень табору смерті Собібор, учасник повстання 14 жовтня 1943 року — єдиного вдалого повстання в концентраційному таборі у часи Другої світової війни.[44]

### 2 червня
- Казанник Олексій Іванович, 77, українець, російський правознавець і державний діяч. [Архівовано 4 червня 2019 у Wayback Machine.]
- Мащенко Іван Гаврилович, 80, український тележурналіст, організатор телевиробництва. [Архівовано 4 червня 2019 у Wayback Machine.] [Архівовано 3 червня 2019 у Wayback Machine.]

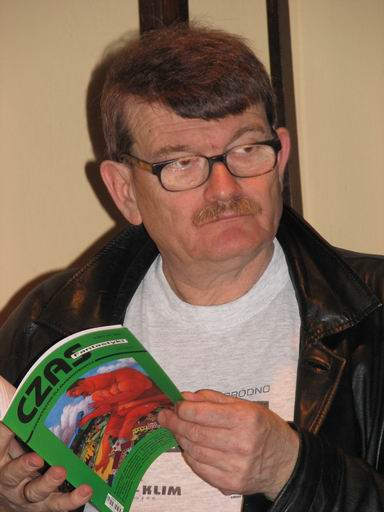
польський письменник-фантаст Мацей Паровський

- Мацей Паровський, 72, польський письменник-фантаст, публіцист, журналіст, літературний редактор і літературний критик. [Архівовано 5 червня 2019 у Wayback Machine.]

### 1 червня
- Сенюк Ольга Дмитрівна, 90, український перекладач. [Архівовано 6 червня 2019 у Wayback Machine.]
- Хосе Антоніо Реєс, 35, іспанський футболіст, півзахисник та нападник «Еспаньйола». Автокатастрофа. [Архівовано 1 червня 2019 у Wayback Machine.]

## Травень

### 30 травня
- Тад Кокрен, 81, американський політик. [Архівовано 1 червня 2019 у Wayback Machine.]
- Рурак Михайло Іванович, 67, український тренер з легкої атлетики, Заслужений тренер України, Заслужений працівник фізичної культури та спорту України.  [Архівовано 6 лютого 2021 у Wayback Machine.]

### 29 травня
- Мазепа Ігор Ярославович, 40, герой АТО, командир 16-ї окремої бригади армійської авіації, полковник; авіакатастрофа.  [Архівовано 29 квітня 2020 у Wayback Machine.]

### 28 травня
- Едвард Сіага, 89, ямайський державний і політичний діяч.

### 27 травня
- Артеменко Анатолій Павлович, 100, радянський військовий льотчик, генерал-майор авіації, Герой Радянського Союзу.
- Петру Кераре, 84, молдовський письменник.

### 25 травня
- Кремінь Дмитро Дмитрович, 65, український поет, публіцист, есеїст, перекладач, заслужений діяч мистецтв України (2016), лауреат Шевченківської премії (1999). [Архівовано 26 травня 2019 у Wayback Machine.]
- Ніколае Пескару, 76, румунський футболіст, що грав на позиції півзахисника, насамперед за «Брашов», а також національну збірну Румунії. [Архівовано 26 травня 2019 у Wayback Machine.]

### 24 травня
- Басовська Наталія Іванівна, 78, радянський і російський історик-медієвіст, доктор історичних наук, професор. [Архівовано 24 травня 2019 у Wayback Machine.]

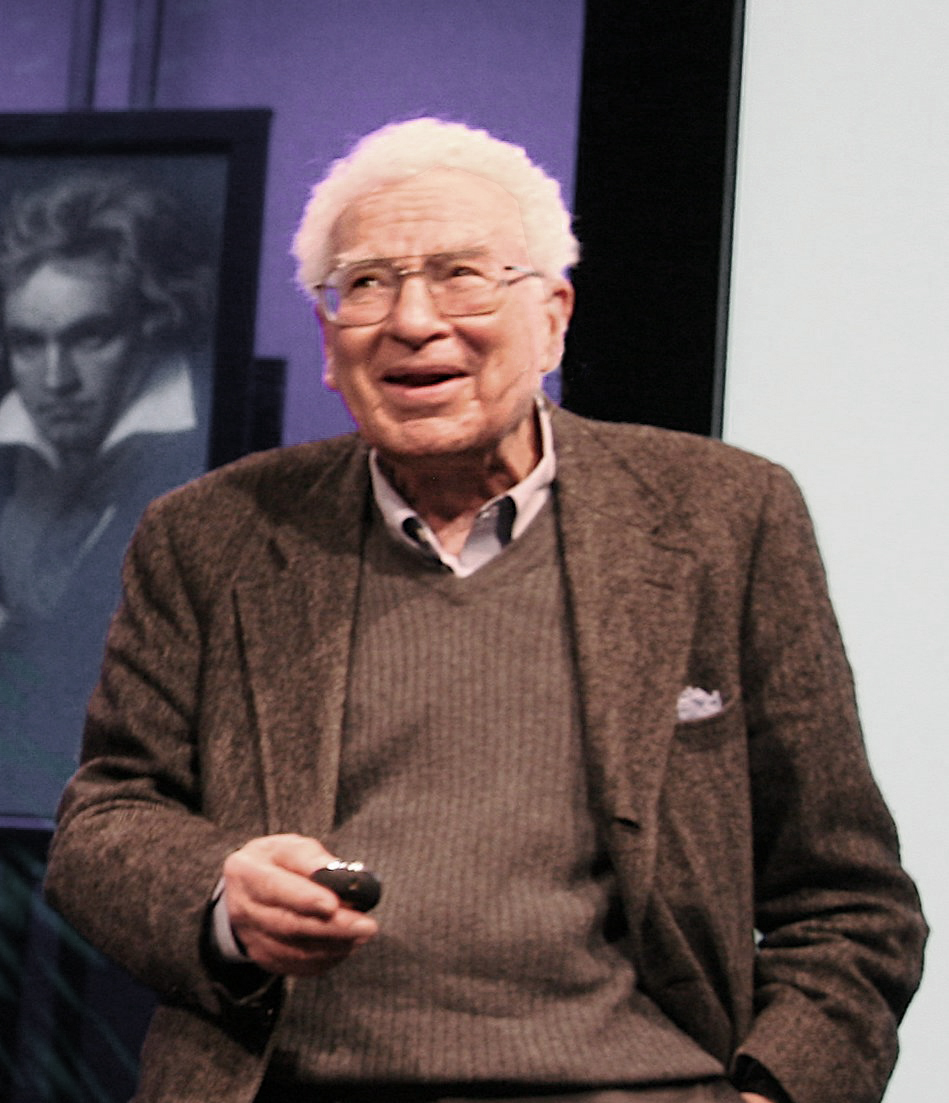
американський фізик-теоретик Маррі Гелл-Манн

- Маррі Гелл-Манн, 89, американський фізик-теоретик. Лауреат Нобелівської премії з фізики 1969 року за відкриття системи класифікації елементарних частинок[45].

### 22 травня
- Джудіт Керр, 95, британська дитяча письменниця і художниця. [Архівовано 26 травня 2019 у Wayback Machine.]
- Логвин Юрій Григорович, 80, український художник-графік та письменник.

### 21 травня
- Іващишин Маркіян Йосипович, 52, український громадський, політичний і культурний діяч, підприємець. Один з провідників «революції на граніті» 1990 року. [Архівовано 24 травня 2019 у Wayback Machine.]

### 20 травня
- Нікі Лауда, 70, австрійський автогонщик, підприємець, менеджер, письменник та коментатор. [Архівовано 21 травня 2019 у Wayback Machine.]

### 19 травня
- Чорнобай Віталій Іванович, 89, український стрибун з жердиною, учасник літніх Олімпійських ігор 1956 року[46].
- Карлос Альтамірано, 96, чилійський політичний діяч, генеральний секретар Соціалістичної партії Чилі (1971—1979). [Архівовано 20 травня 2019 у Wayback Machine.]

### 17 травня
- Герман Воук, 103, американський письменник, лауреат Пулітцеровскої премії.  [Архівовано 17 травня 2019 у Wayback Machine.]
- Партеній Павлик, 99, ієромонах-василіянин архимандрії св. Ніла в Гроттаферраті, українець за походженням, доктор філософії, мистецтвознавець, іконописець, реставратор, історик Церкви.
- Сапронов Валентин Гаврилович, 87, український радянський футболіст, виступав на позиції нападника. [Архівовано 19 травня 2019 у Wayback Machine.]

### 16 травня

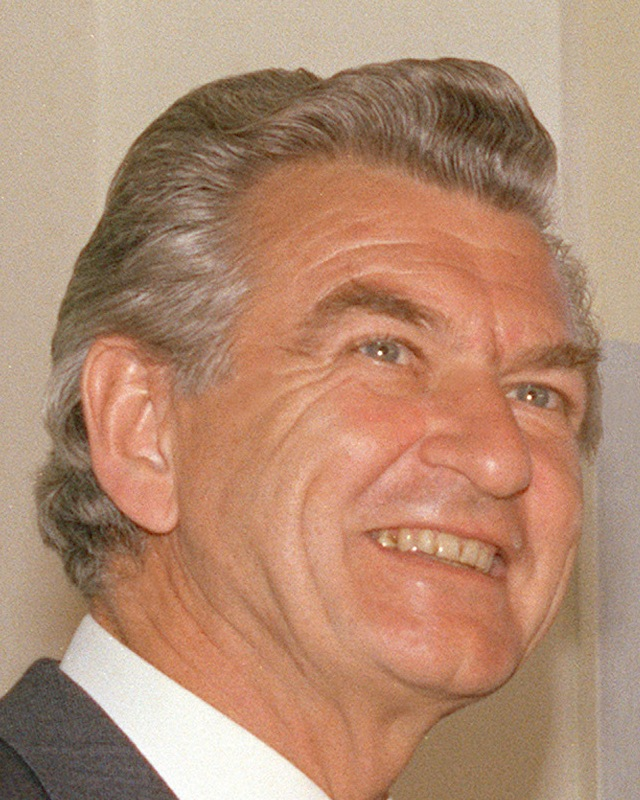
австралійський політичний діяч Роберт Гоук

- Роберт Гоук, 89, австралійський політичний діяч, 23-й Прем'єр-міністр Австралії. [Архівовано 8 липня 2019 у Wayback Machine.]
- Бей Юймін, 102, американський архітектор китайського походження. [Архівовано 17 травня 2019 у Wayback Machine.]

### 14 травня

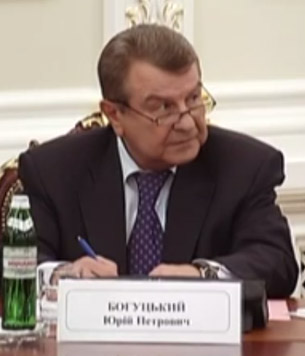
міністр культури і мистецтв (1999, 2001—2005), міністр культури і туризму (2006—2007) України Юрій Богуцький

- Богуцький Юрій Петрович, 66, український державний діяч, міністр культури і мистецтв (1999, 2001—2005), міністр культури і туризму (2006—2007). [Архівовано 14 травня 2019 у Wayback Machine.]
- Гузієнко Андрій Святославович, 55, радянський, український та російський футболіст, нападник.
- Grumpy Cat, 7, домашня кішка, більш відома за її інтернет-прізвиськом Grumpy Cat (укр. Ґрампі Кет) чи Сердитий кіт.

### 13 травня
- Доріс Дей, 97, американська акторка й співачка.

### 12 травня
- Кьо Мачіко, 95, японська акторка.

### 11 травня
- Пеггі Ліптон, 72, американська акторка. [Архівовано 12 травня 2019 у Wayback Machine.]
- Джанні Де Мікеліс, 78, італійський політик. [Архівовано 12 травня 2019 у Wayback Machine.]

### 10 травня
- Альфредо Перес Рубалькаба, 67, іспанський політик. [Архівовано 3 вересня 2021 у Wayback Machine.]

### 9 травня

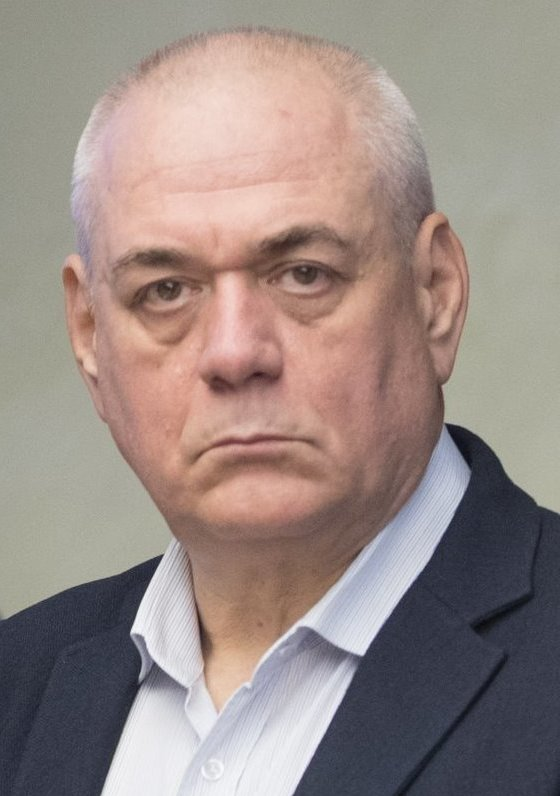
російський теле-радіо журналіст Сергій Доренко у 2017 році

- Доренко Сергій Леонідович, 59, російський теле-радіо журналіст.
- Меліков Аріф Джангір огли, 85, азербайджанський композитор, педагог. Народний артист СРСР (1986).

### 8 травня

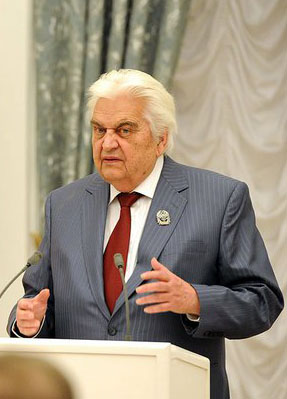
радянський і російський композитор Євген Крилатов

- Крилатов Євген Павлович, 85, радянський і російський композитор. Лауреат Державної премії СРСР (1982).

### 7 травня
- Жан Ваньє, 90, канадський та французький богослов, філософ та гуманітарій, фундатор громад для неповносправних людей. [Архівовано 7 травня 2019 у Wayback Machine.]

### 5 травня
- Казаков Валерій Миколайович, 81, Герой України, ректор, завідувач кафедри фізіології Донецького національного медичного університету ім. М. Горького.
- Норма Міллер, 99, американська ліндіхопперка і джазова танцівниця, відома як «королева Свінгу». [Архівовано 8 липня 2020 у Wayback Machine.]

### 4 травня
- Вайсман Олександр Наумович, 80, український, радянський шахіст, заслужений тренер України.

### 3 травня
- Дробнер Гаррі Йосипович, 79, Заслужений лікар України.[47]

### 2 травня
- Ред Келлі, 91, канадський хокеїст.
- Мішель Крост, 84, колишній французький регбіст.
- Шрамко Юрій Меркурійович, 88, радянський діяч спецслужб, генерал-майор.

### 1 травня
- Алессандра Панаро, 79, італійська акторка. [Архівовано 3 травня 2019 у Wayback Machine.]

## Квітень

### 30 квітня
- Анемон (Анн Еймон Бургіньйон), 68, французька акторка та сценаристка, лауреатка кінопремії «Сезар» 1988 року за найкращу жіночу роль.

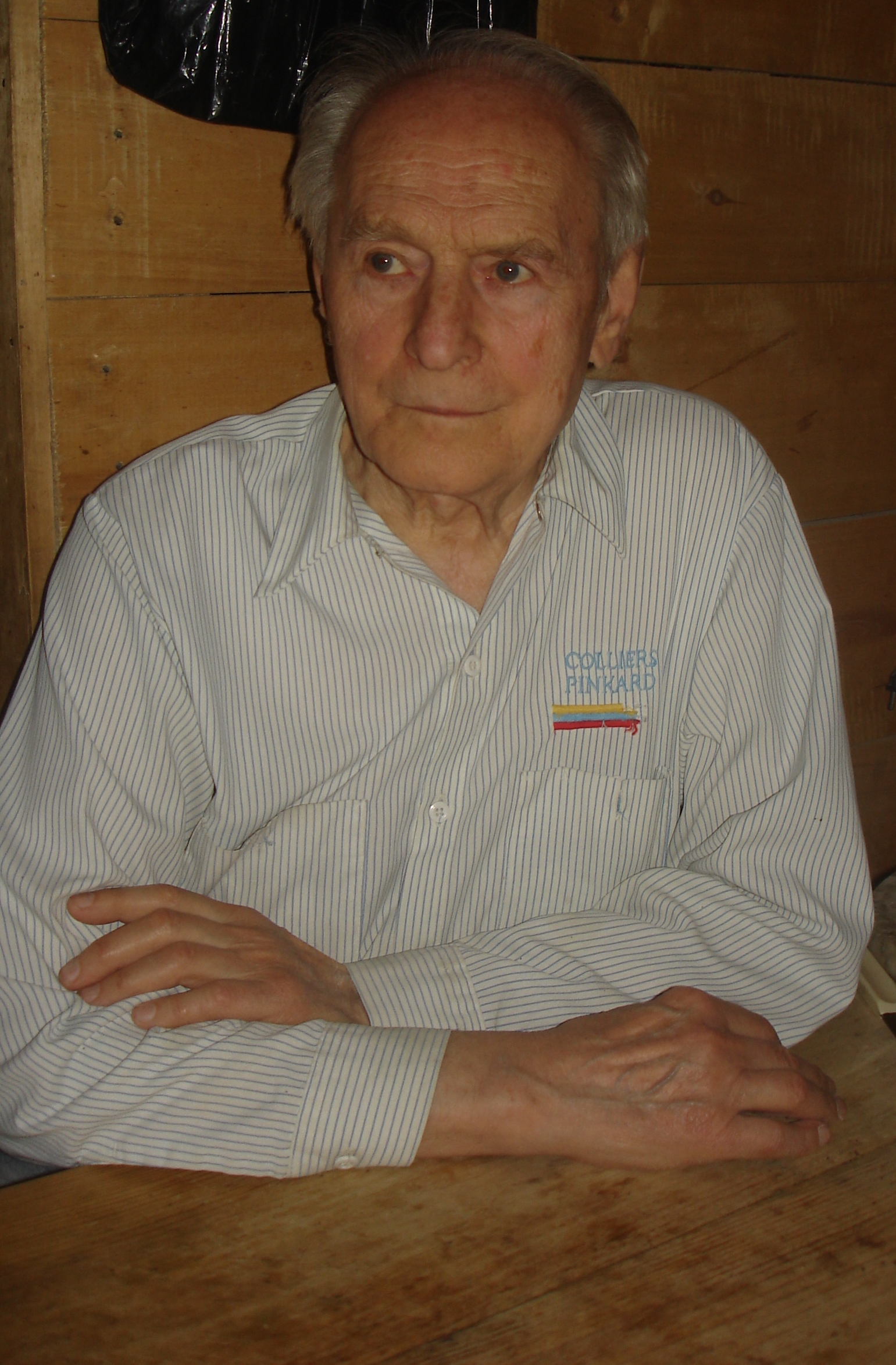
український скульптор Борис Довгань

- Довгань Борис Степанович, 90, український скульптор, педагог.

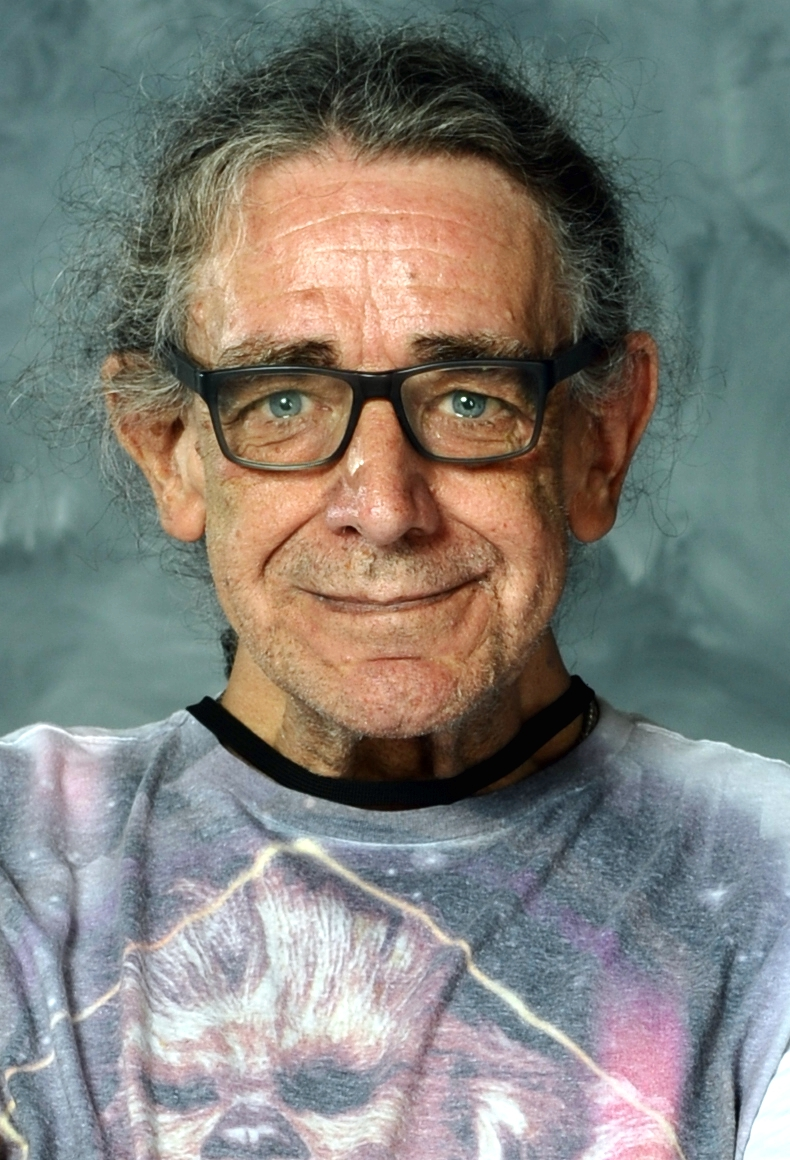
британський і американський актор Пітер Мейг'ю у 2015 році

- Пітер Мейг'ю, 74, британський і американський актор, відомий за роль вукі Чубакки у серії фільмів «Зоряні війни». . [Архівовано 3 травня 2019 у Wayback Machine.]
- Хромаєв Зураб Майранович, 72, президент Федерації баскетболу України (2003—2007), Заслужений тренер України.

### 29 квітня
- Стіві Чалмерс, 82, шотландський футболіст, що грав на позиції нападника. Найбільш відомий виступами за «Селтік». [Архівовано 30 квітня 2019 у Wayback Machine.]
- Йозеф Шурал, 28, чеський футболіст, нападник клубу «Спарта» (Прага) і національної збірної Чехії.  [Архівовано 2 травня 2019 у Wayback Machine.]

### 28 квітня
- Кароліна Біттенкур, 37, бразильська модель[48].
- Річард Лугар, 87, американський політик, сенатор США від штату Індіана (з 1976 до 2013). [Архівовано 28 квітня 2019 у Wayback Machine.]

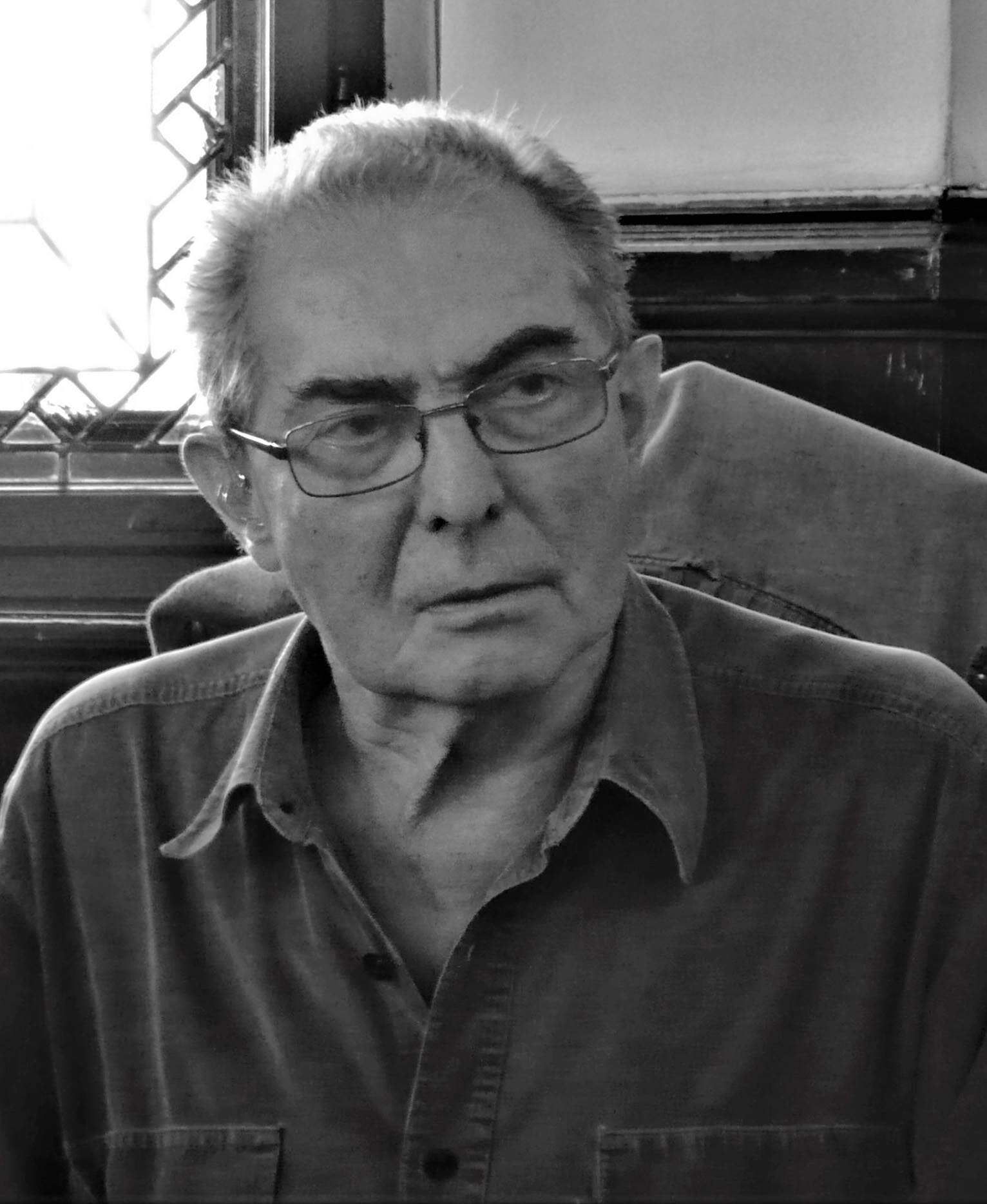
польський політик та історик-медієвіст Кароль Модзелевський

- Кароль Модзелевський, 81, польський політик та історик-медієвіст. [Архівовано 28 квітня 2019 у Wayback Machine.]

### 27 квітня
- Негассо Гідада, 75, перший президент Федеративної Демократичної Республіки Ефіопія з моменту встановлення парламентської республіки. [Архівовано 27 квітня 2019 у Wayback Machine.]

### 26 квітня
- Байко Даниїла Яківна, 89, українська співачка, учасниця вокального тріо сестер Байко. [Архівовано 28 квітня 2019 у Wayback Machine.]

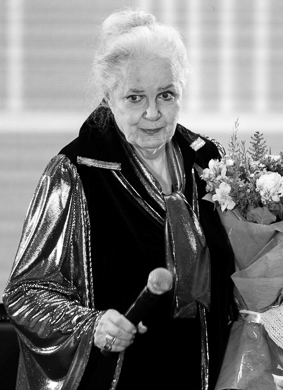
радянська співачка та акторка Еліна Бистрицька у 2015 році

- Бистрицька Еліна Авраамівна, 91, радянська співачка й акторка, народна артистка СРСР (1978).
- Джессі Лоуренс Фергюсон, 77, американський актор. [Архівовано 29 квітня 2019 у Wayback Machine.]

### 25 квітня
- Джон Гавлічек, 79, американський професійний баскетболіст, один з найкращих гравців в історії НБА[49].

### 24 квітня
- Жан-П'єр Мар'єль, 87, французький актор.

### 23 квітня
- Жан, 98, великий герцог Люксембургу (1964—2000).

### 22 квітня
- Ле Дик Ань, 98, в'єтнамський військовий та державний діяч, президент Соціалістичної Республіки В'єтнам (1992—1997).
- Біллі Макнілл, 79, шотландський футболіст, що грав на позиції захисника; по завершенні ігрової кар'єри — футбольний тренер.
- Ребі Давид Ілліч, 97, автор підручника з кримчацької мови, один із останніх носіїв мови.

### 20 квітня
- Джо Армстронг, 68, британський науковець в галузі інформаційних технологій, один з творців функційної мови програмування Erlang. [Архівовано 20 квітня 2019 у Wayback Machine.]
- Людек Букач, 83, чехословацький хокеїст і тренер. [Архівовано 21 квітня 2019 у Wayback Machine.]

### 18 квітня
- Павлов Сергій Іванович, 83, радянський та російський письменник-фантаст. [Архівовано 21 травня 2019 у Wayback Machine.]
- Цивіна Ірина Костянтинівна, 55, радянська та російська акторка. [Архівовано 18 квітня 2019 у Wayback Machine.]

### 17 квітня
- Алан Гарсія, 69, президент Перу у 1985—1990 та 2006—2011 роках; самогубство.
- Зінченко Олег Миколайович, 56, український дзюдоїст і самбіст. [Архівовано 18 квітня 2019 у Wayback Machine.]  [Архівовано 18 квітня 2019 у Wayback Machine.]

### 16 квітня
- Мороз Валентин Якович, 83, український історик, один із представників українського національного руху, політв'язень, дисидент, автор понад 100 наукових праць.

### 15 квітня
- Оуен Кей Герріотт, 88, колишній астронавт НАСА, доктор філософії. [Архівовано 16 квітня 2019 у Wayback Machine.]
- Александар Костов, 81, болгарський футболіст, що грав на позиції нападника. [Архівовано 15 квітня 2019 у Wayback Machine.]

### 14 квітня
- Бібі Андерссон, 83, шведська кіноакторка. [Архівовано 15 квітня 2019 у Wayback Machine.]
- Джин Вулф, 87, американський письменник-фантаст, лауреат багатьох премій у галузі фантастики. [Архівовано 8 квітня 2020 у Wayback Machine.]

### 13 квітня
- Тоні Бюзен, 76, англійський автор і консультант з питань освіти. [Архівовано 13 квітня 2019 у Wayback Machine.]
- Пол Грінгард, 93, американський вчений, нейробіолог, лауреат Нобелівської премії з фізіології і медицині 2000 року. [Архівовано 14 квітня 2019 у Wayback Machine.]
- Дужа Марія Теодорівна, 94, громадсько-політична діячка, політв'язень. [Архівовано 3 травня 2019 у Wayback Machine.]
- Ян Старший, 85, чехословацький хокеїст, нападник та тренер. [Архівовано 15 квітня 2019 у Wayback Machine.]

### 12 квітня
- Томас Сміт, 74, англійський футболіст, що грав на позиції захисника. [Архівовано 13 квітня 2019 у Wayback Machine.]

### 11 квітня
- Бойчук Іван Васильович, 67, український політик. [Архівовано 11 квітня 2019 у Wayback Machine.]
- Пономаренко Іван Вікторович, 74, український співак, баритон, народний артист України. [Архівовано 11 квітня 2019 у Wayback Machine.]

### 9 квітня
- Бенюк Петро Михайлович, 73, український актор, народний артист України (1996). Брат актора Богдана Бенюка. [Архівовано 10 квітня 2019 у Wayback Machine.]

### 6 квітня
- Ромус Берґін, 96, американський морпіх і письменник.
- Волков Костянтин Степанович, 71, український вчений-біолог, педагог, доктор біологічних наук, професор.[50]
- Ернест Голлінгс, 97, американський політик з Демократичної партії. [Архівовано 6 квітня 2019 у Wayback Machine.]
- Карцев Микола, 60, український актор кіно та дубляжу, онкологія.
- Девід Таулесс, 84, британський фізик, що працював у США, спеціаліст із теорії конденсованих середовищ. [Архівовано 8 квітня 2019 у Wayback Machine.]

### 5 квітня
- Сідні Бреннер, 92, південно-африканський біолог, лауреат Нобелівської премії в області медицини та фізіології 2002 року.
- Ковальов Микола Дмитрович, 69, російський політик, депутат Державної Думи, директор ФСБ (1996—1998).
- Джанфранко Леончіні, 79, колишній італійський футболіст, опорний півзахисник. По завершенні ігрової кар'єри — футбольний тренер. [Архівовано 6 квітня 2019 у Wayback Machine.]

### 4 квітня

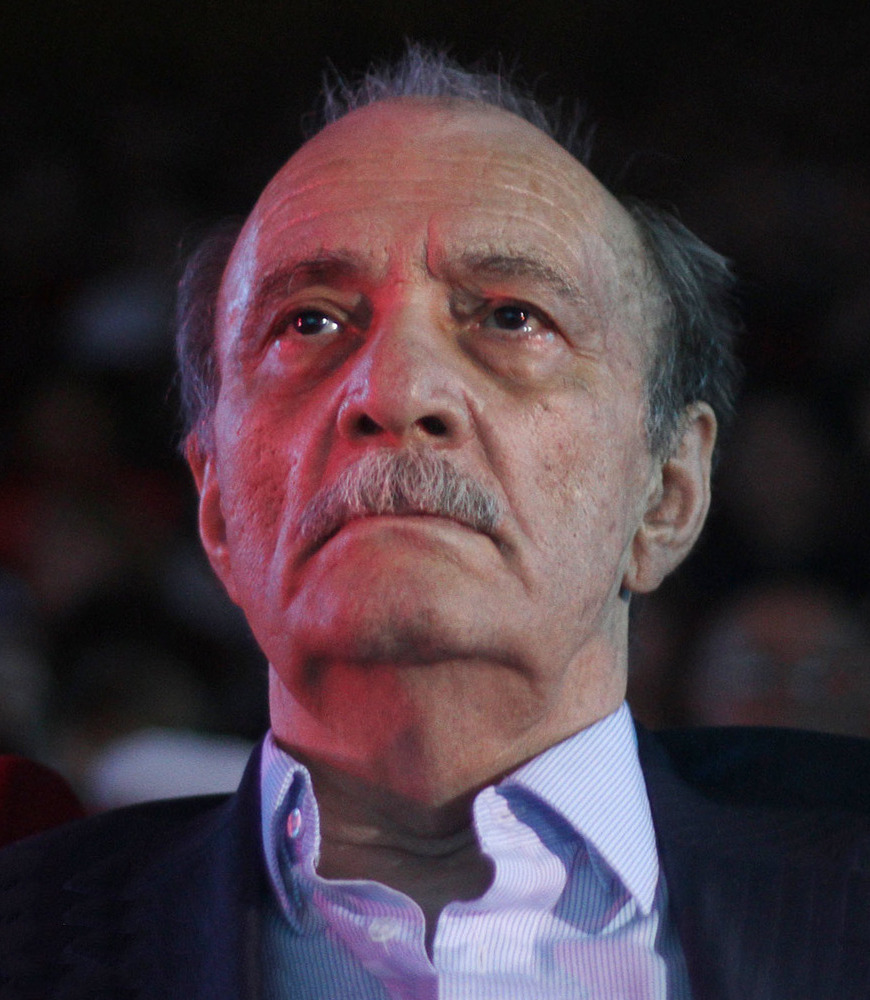
радянський та російський кінорежисер і сценарист Георгій Данелія

- Данелія Георгій Миколайович, 88, радянський та російський кінорежисер і сценарист, Народний артист СРСР (1989).
- Альбін Сивак, 86, польський політик, господарник і дипломат[51].

### 3 квітня

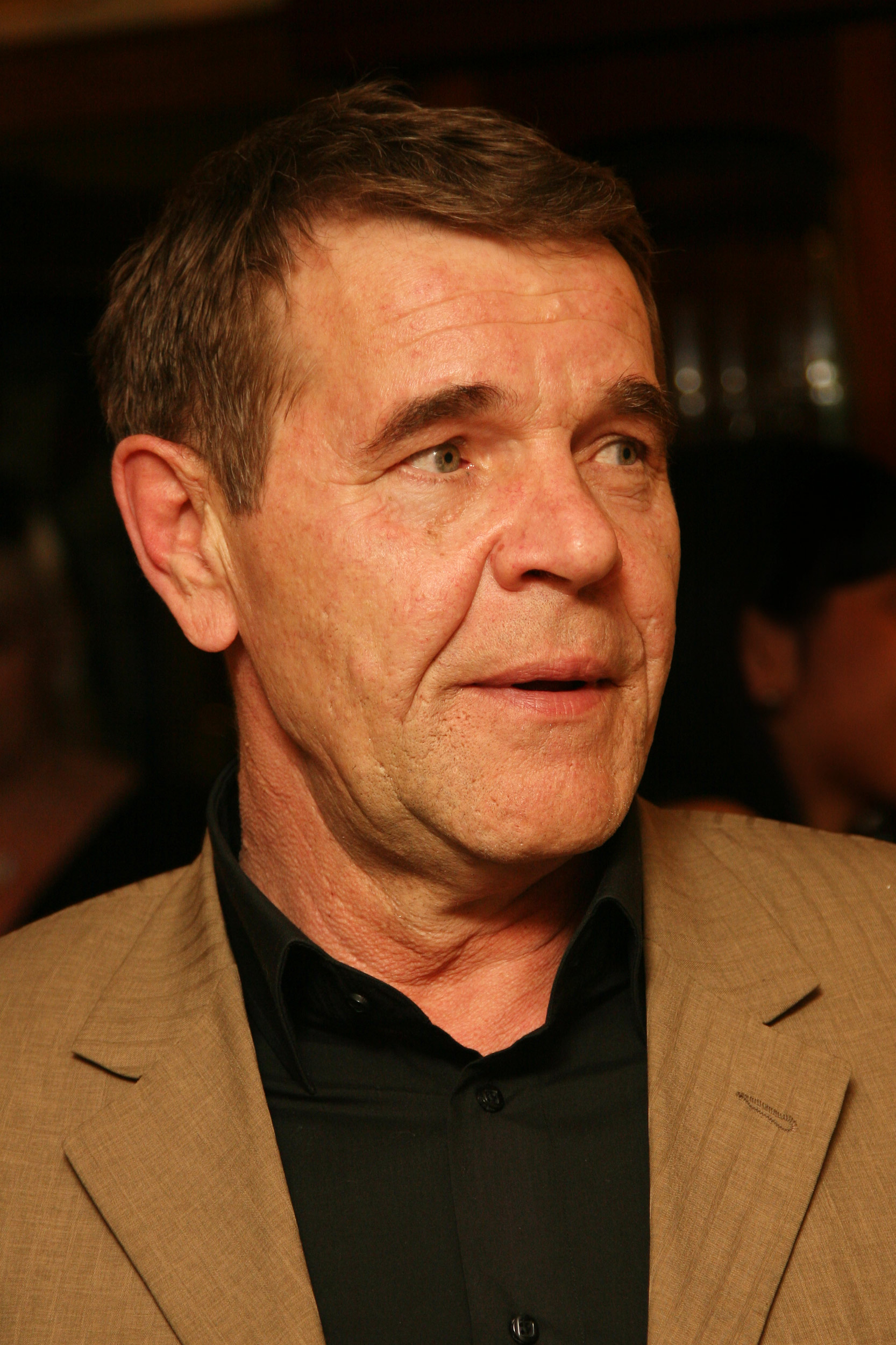
радянський та російський актор театру і кіно Олексій Булдаков

- Булдаков Олексій Іванович, 68, радянський і російський актор театру і кіно, Народний артист Російської Федерації (2009).

### 1 квітня
- Димитр Добрев, 87, болгарський борець греко-римського стилю, чемпіон та срібний призер Олімпійських ігор.
- Вонда Мак-Інтайр, 70, американська письменниця-фантаст, автор науково-фантастичних творів.

## Березень

### 31 березня
- Макаровець Микола Олександрович, 80, російський вчений, генеральний конструктор Відкритого Акціонерного Товариства «„Науково-Виробниче Об'єднання“ СПЛАВ»

### 30 березня
- Таня Мале, 77, англійська модель і актриса, найбільш відома за роллю Тіллі Мастерсон у фільмі про Джеймса Бонда «Голдфінгер»[52].

### 29 березня
- Аньєс Варда, 90, французька кінорежисерка, сценаристка і продюсер художнього і документального кіно, фотограф.

### 28 березня
- Басалаєв Володимир Сергійович, 73, радянський футболіст, що грав на позиції захисника. [Архівовано 28 березня 2019 у Wayback Machine.]
- Григорян Вартан Рубенович, 90, вірменський історик. [Архівовано 29 березня 2019 у Wayback Machine.]

### 27 березня
- Биковський Валерій Федорович, 84, льотчик-космонавт СРСР. [Архівовано 27 березня 2019 у Wayback Machine.]
- Цесаренко Зінаїда Василівна, 82, українська актриса Національного академічного драматичного театру імені Івана Франка.

### 26 березня
- Ендрю Маршалл, 97, американський економіст, аналітик Міністерства оборони США. [Архівовано 8 листопада 2020 у Wayback Machine.]
- Мгалоблішвілі Нодар Олександрович, 87, грузинський актор.
- Томашов Юрій Васильович, 89, радянський і російський конструктор, генеральний конструктор Центрального конструкторського бюро «Трансмаш». [Архівовано 29 березня 2019 у Wayback Machine.]

### 22 березня
- Дворянінова Валентина Петрівна, 91, радянська російська естрадна співачка.

### 20 березня
- Адоскін Анатолій Михайлович, 91, радянський і російський актор театру і кіно, Народний артист Російської Федерації (1996).
- Дональд Калпокас, 75, прем'єр-міністр Вануату, політик, дипломат.

### 19 березня
- Газінський Віталій Іванович, 73, диригент, композитор, професор, заслужений працівник культури України, народний артист України.

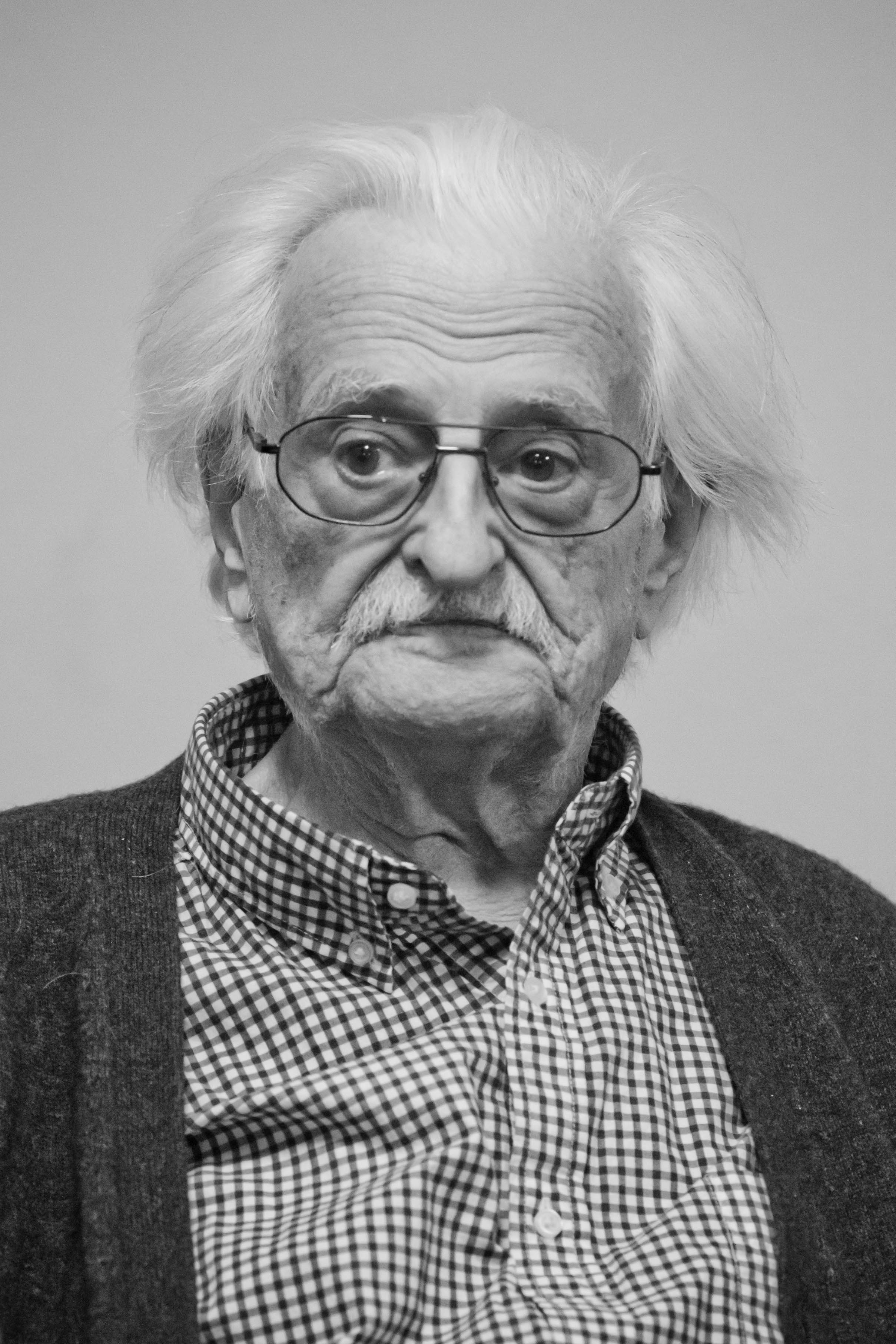
радянський та російський кінорежисер Марлен Хуцієв

- Хуцієв Марлен Мартинович, 93, радянський та російський кінорежисер[53].

### 18 березня
- Джон Карл Бюхлер, 66, американський режисер, сценарист, актор, постановник спецефектів і гример. [Архівовано 18 березня 2019 у Wayback Machine.]
- Консулова Муза Борисівна, 96, українська архітекторка. [Архівовано 22 березня 2019 у Wayback Machine.]
- Олійник Микола Костянтинович, молдовський діяч, політик, керівник Української громади Республіки Молдова.

### 16 березня
- Алан Крюгер, 58, американський економіст, фахівець в області економіки праці. [Архівовано 23 березня 2019 у Wayback Machine.]

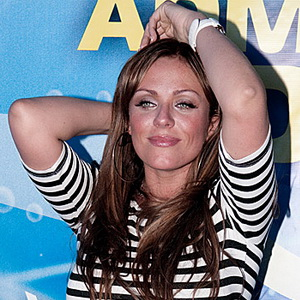
російська співачка, актриса і телеведуча Юлія Началова

- Началова Юлія Вікторівна, 38, російська співачка, актриса і телеведуча[54].

### 15 березня
- Вільям Мервін, 91, американський поет і перекладач. [Архівовано 14 квітня 2020 у Wayback Machine.]

### 14 березня
- Чарлі Вайтінг, 66, гоночний директор Формули-1.
- Годфрід Даннелс, 85, бельгійський кардинал, колишній архієпископ архідієцезії Мехелен-Брюссель. [Архівовано 16 березня 2019 у Wayback Machine.]
- Іванов Ігор Валентинович, 61, український кінооператор, режисер.

### 12 березня
- Ренато Чиполліні, 73, італійський футболіст та спортивний функціонер.

### 11 березня
- Найдіч Юрій Володимирович, 89, український вчений у галузі матеріалознавства.

### 10 березня
- Бутейко Антон Денисович, 71, український дипломат.
- Ірсен Кючюк, 79, турецько-кіпріотський політик, прем'єр-міністр Турецької Республіки Північного Кіпру з 17 травня 2010 року.
- Йозеф Файстмантль, 80, австрійський саночник, олімпійський чемпіон. [Архівовано 31 березня 2019 у Wayback Machine.]

### 9 березня

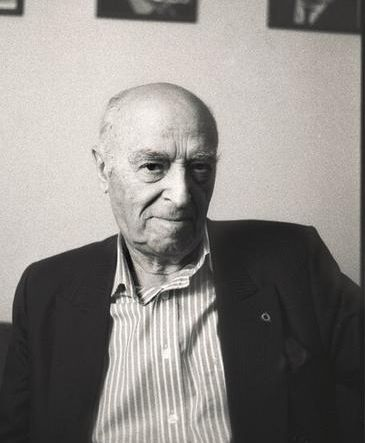
Радянський і російський актор Володимир Етуш

- Етуш Володимир Абрамович, 96, радянський і російський актор. [Архівовано 9 березня 2019 у Wayback Machine.]
- Джед Аллан[ru], 84, американський актор кіно, телебачення і театру, відомий за роллю СіСі Кепвела у телесеріалі «Санта-Барбара»[55].
- Бернар Дадьє, 103, івуарський письменник, драматург, фольклорист.[56]

### 8 березня
- Рауль Бар'єр, 91, колишній французький регбіст, після завершення кар'єри працював тренером. [Архівовано 8 березня 2019 у Wayback Machine.]

### 5 березня
- Бакші Кім Наумович, 88, письменник і кінодраматург. [Архівовано 6 березня 2019 у Wayback Machine.]

### 4 березня
- Кінг Конг Банді, 61, американський професійний реслер, актор, комік. [Архівовано 5 березня 2019 у Wayback Machine.]
- Сідней Верба, 86, американський політолог, роботи якого є класикою сучасної політичної науки. [Архівовано 6 березня 2019 у Wayback Machine.]

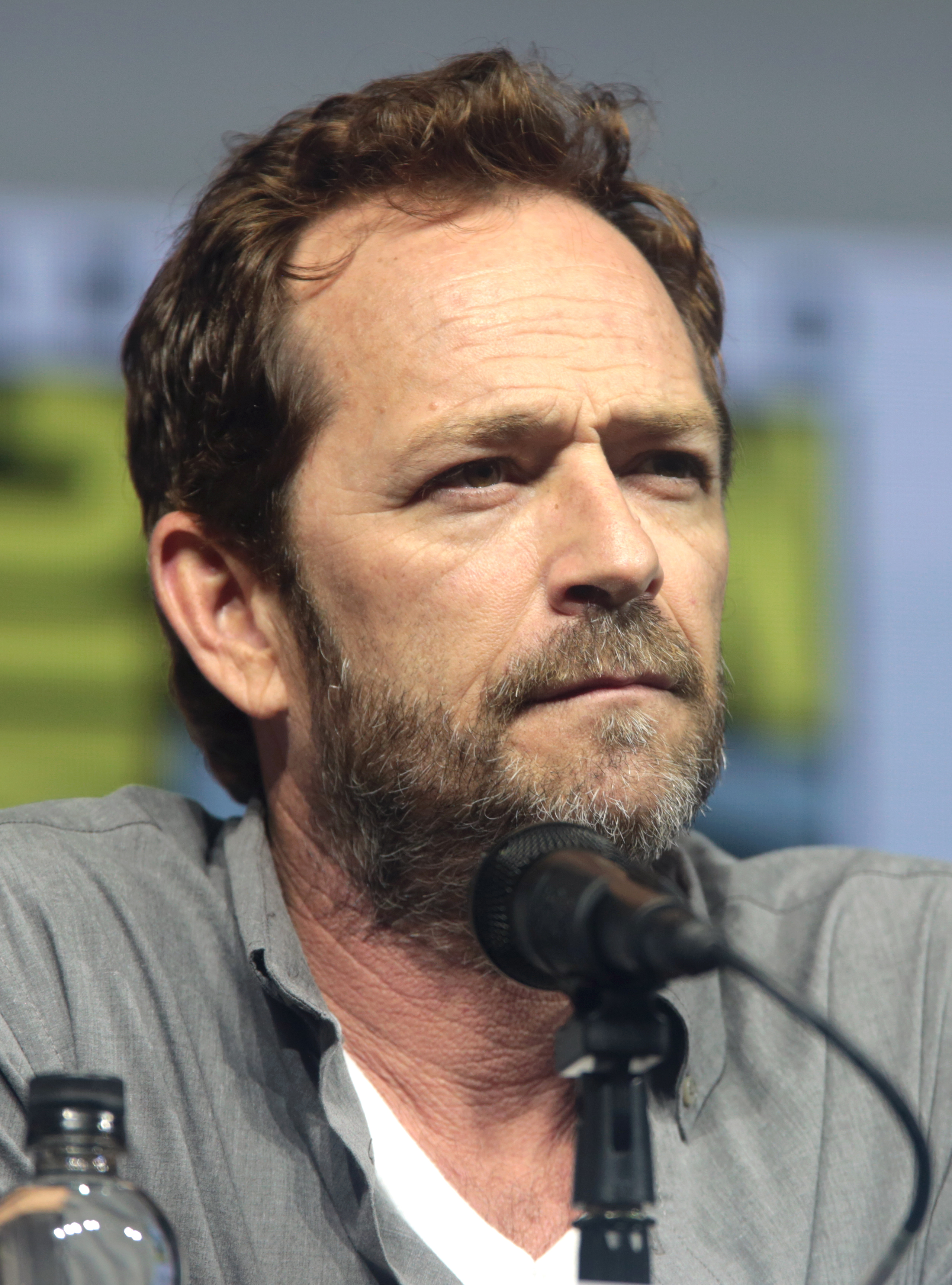
Американський актор Люк Перрі

- Клаус Кінкель, 82, німецький державний і політичний діяч. [Архівовано 5 березня 2019 у Wayback Machine.]
- Люк Перрі, 52, американський актор, відомий своєю роллю Ділана Маккея в серіалі «Беверлі-Гіллз, 90210». Інсульт. [Архівовано 4 березня 2019 у Wayback Machine.]
- Жан Старобінскі, 98, швейцарський філолог, історик культури Нового часу, літературний критик. [Архівовано 6 березня 2019 у Wayback Machine.]
- Кіт Флінт, 49, англійський співак і танцюрист, вокаліст гурту The Prodigy[57].

### 3 березня
- Тед Ліндсей, 93, колишній канадський хокеїст, що грав на позиції крайнього нападника. [Архівовано 6 березня 2019 у Wayback Machine.]

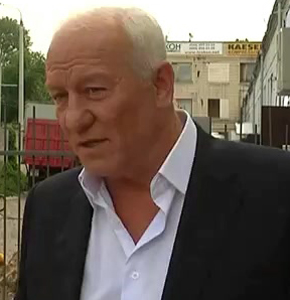
Український актор Сергій Романюк

- Романюк Сергій Дмитрович, 65, український актор, Народний артист України (1998).[58]

### 2 березня

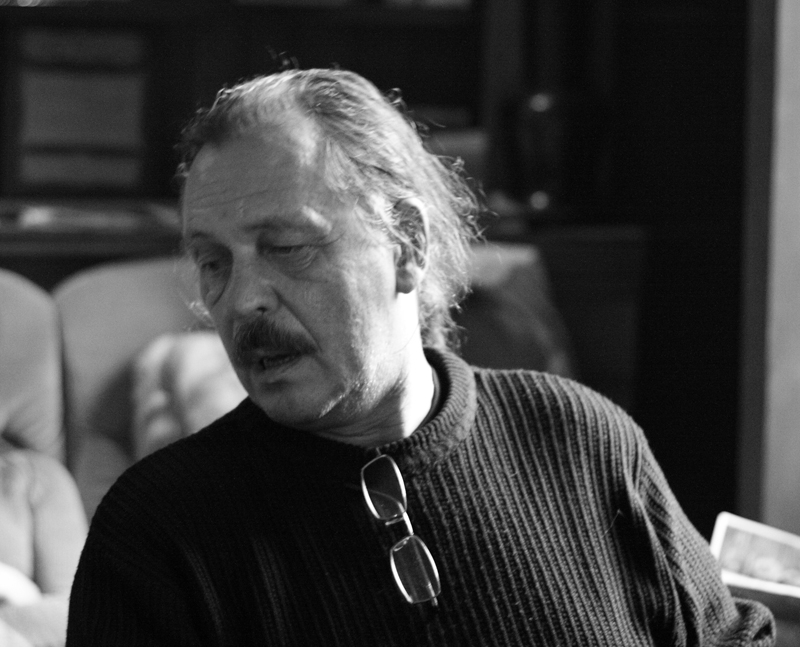
Український прозаїк і сценарист Василь Портяк

- Портяк Василь Васильович, 66, український прозаїк і сценарист.[59]

### 1 березня

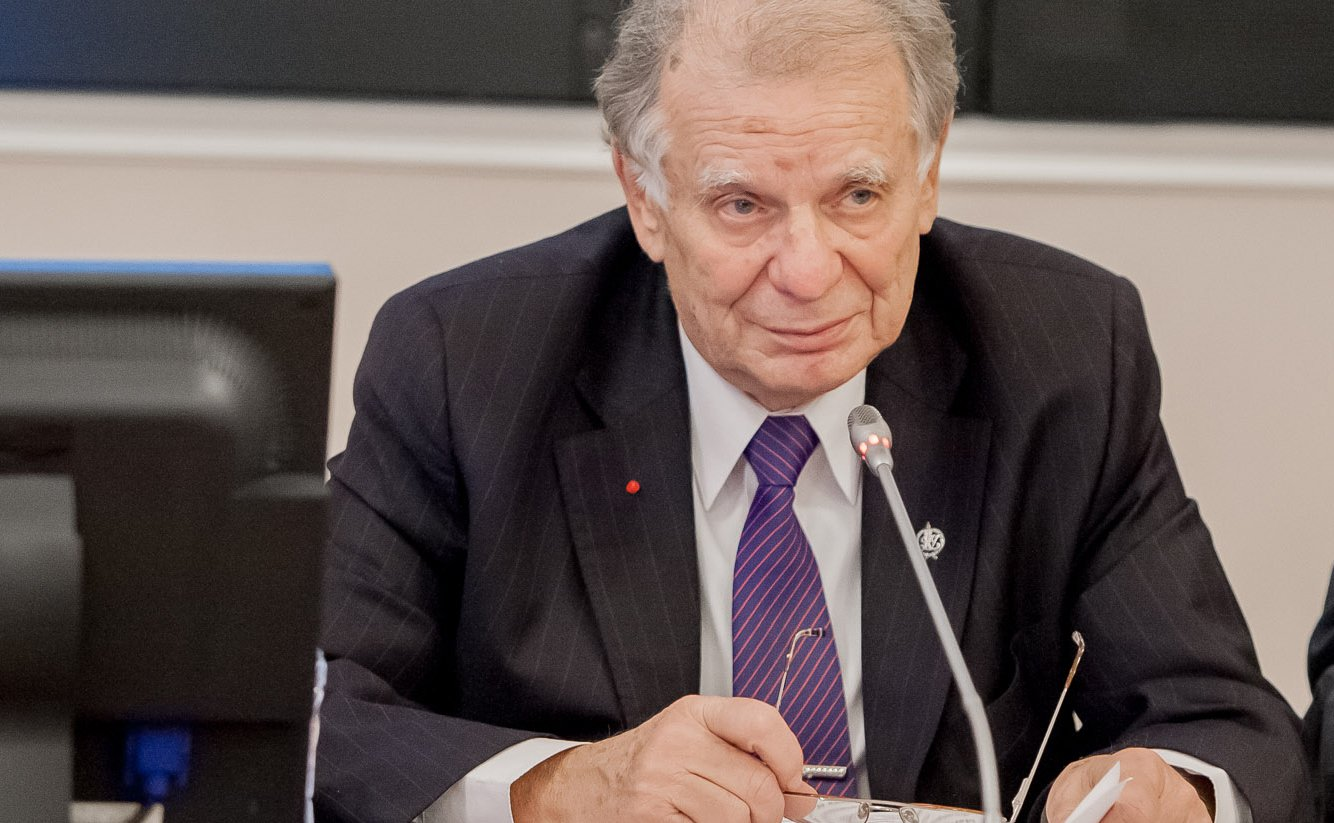
Радянський та російський фізик Жорес Алфьоров у 2012 році

- Алфьоров Жорес Іванович, 88, радянський та російський фізик, лауреат Нобелівської премії з фізики 2000 року.
- Арутюнян Сурен Гургенович, 79, вірменський державний і партійний діяч, дипломат.
- Еусебіо Педроса[ru], 62, панамський боксер-професіонал, екс-чемпіон світу WBA в напівлегкій вазі.[60]

## Лютий

### 28 лютого

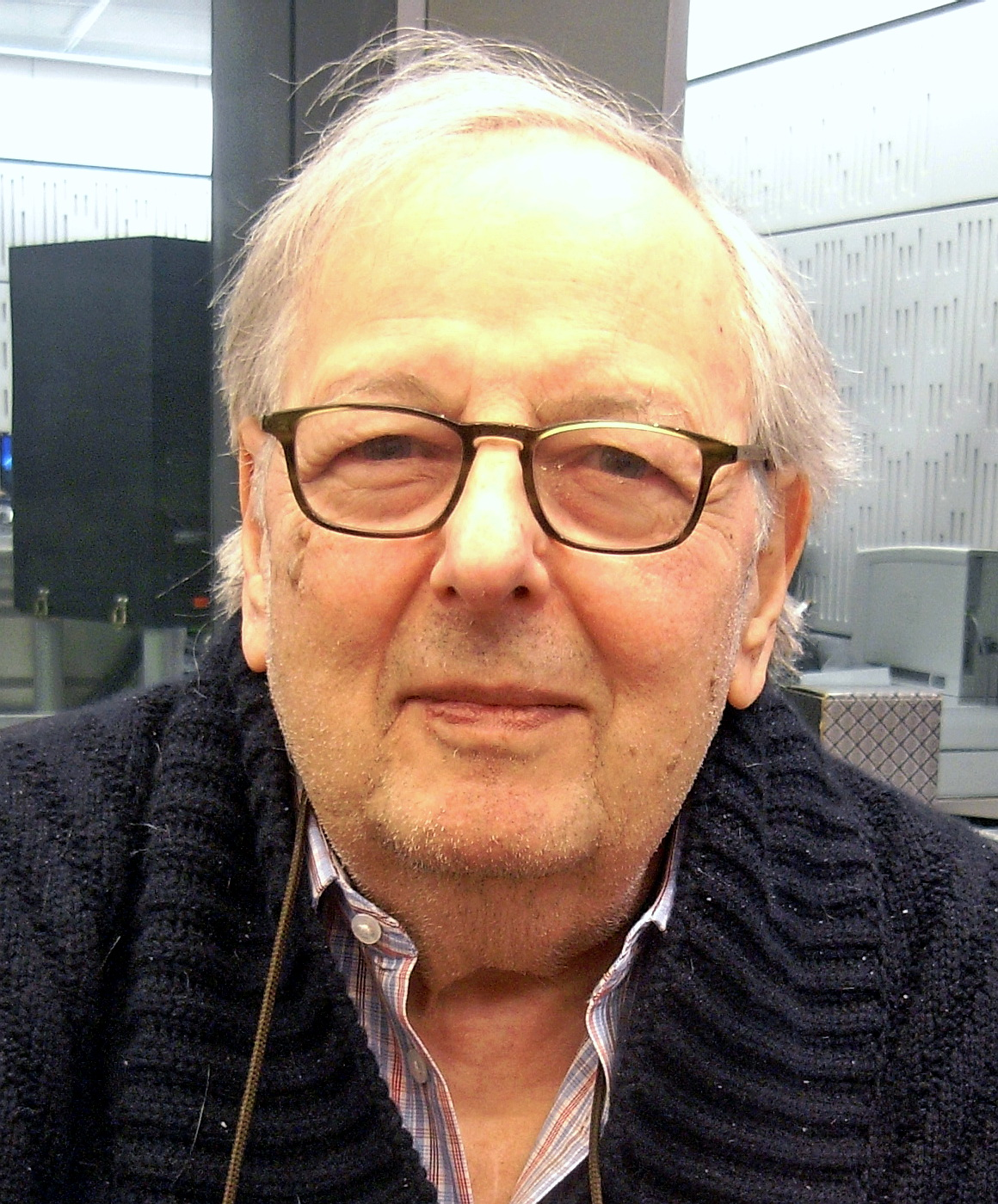
американський диригент, піаніст та композитор Андре Превін у 2012 році

- Андре Превін, 89, американський диригент, піаніст та композитор. Володар чотирьох премій «Оскар» та десяти нагород «Греммі» за найкращу музику[61].

### 27 лютого
- Франс-Альберт Рене, 83, президент Сейшельських Островів (1977—2004).

### 26 лютого
- Крістіан Бах, 59, аргентинська і мексиканська акторка та продюсер[62].
- Андрейс Жагарс, 60, радянський і латвійський кіно- і театральний актор та режисер, підприємець та політик.

### 25 лютого

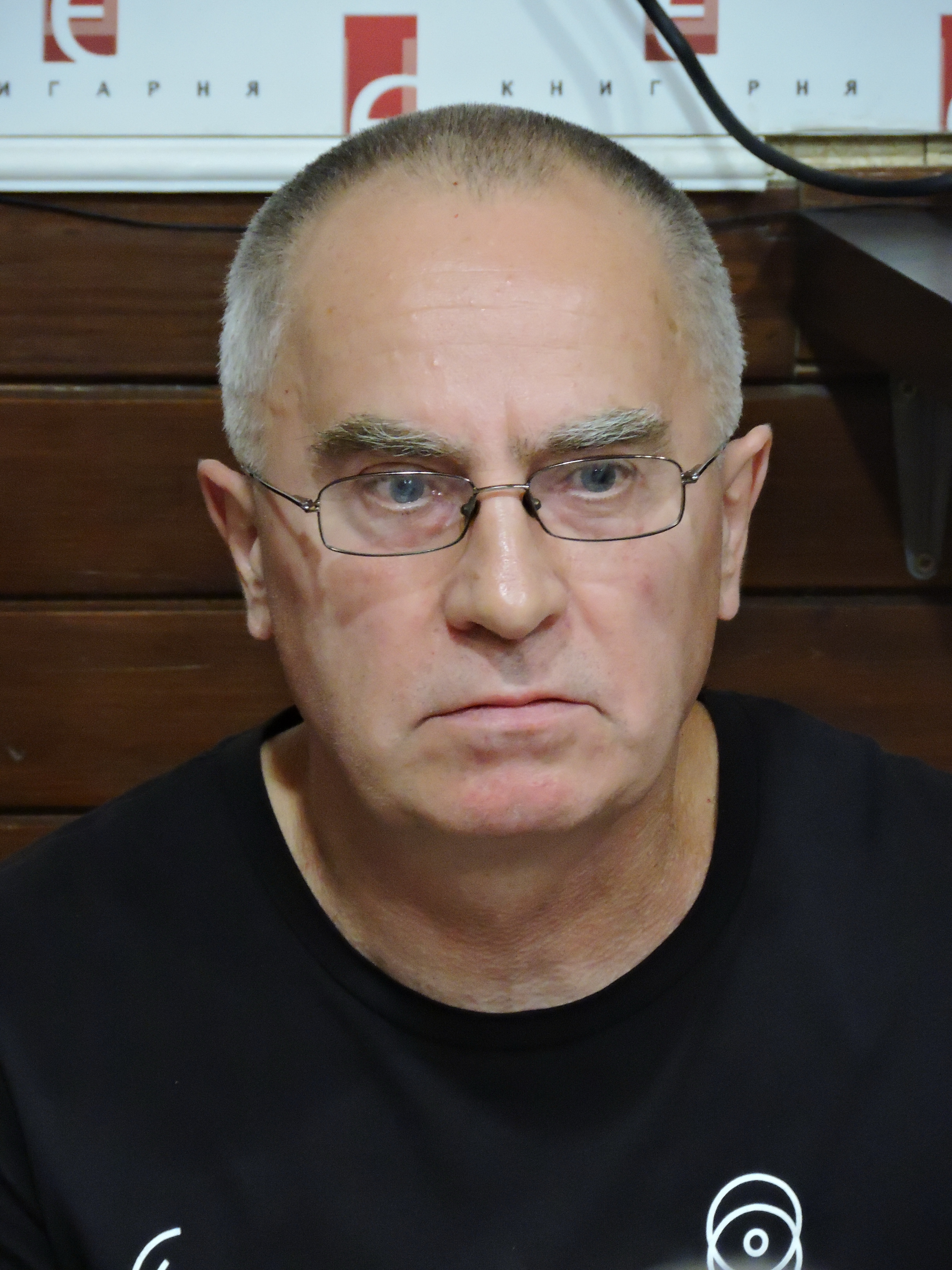
український літературознавець і письменник Леонід Ушкалов

- Малашенко Ігор Євгенійович, 64, російський політтехнолог, медіаменеджер, один із засновників НТВ; самогубство.[63][64]
- Ушкалов Леонід Володимирович, 62, український літературознавець і письменник.[65]
- Ліза Шерідан, 44, американська акторка.[66]

### 24 лютого
- Антуан Гізенга, 93, конголезький політик, прем'єр-міністр країни (1960—1961, 2006—2008).
- Дубас Микола Васильович, 86, український письменник, публіцист, громадський діяч.[67]
- Носань Сергій Лукич, 79, український поет, прозаїк, драматург, публіцист, Заслужений діяч мистецтв України.
- Шокотько Ярослав Іванович, 71, український журналіст, редактор.

### 23 лютого

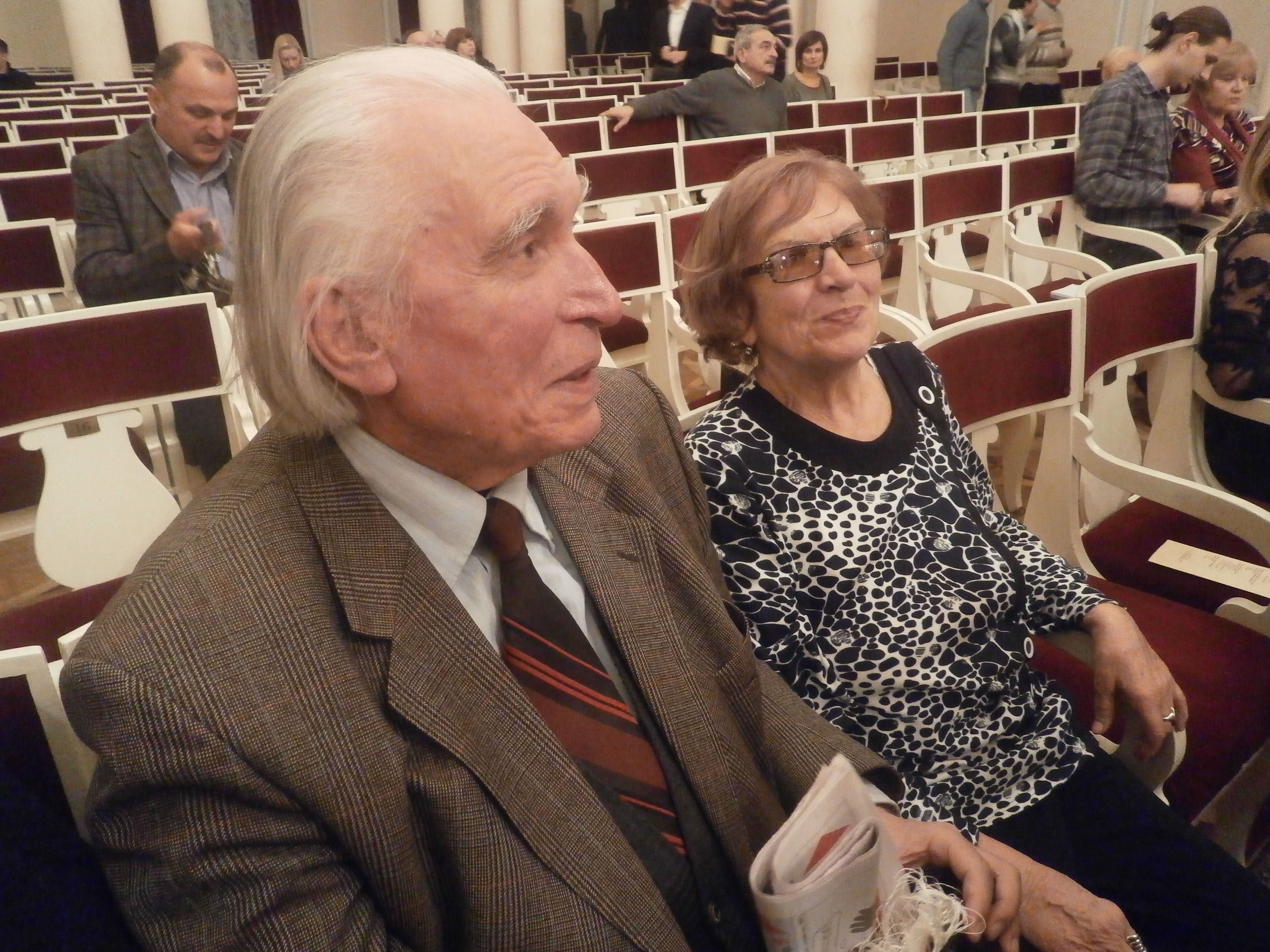
український радянський композитор Лев Колодуб у 2016 році

- Журавльов Борис Іванович, 72, радянський футболіст, захисник, радянський та російський футбольний тренер.
- Колодуб Лев Миколайович, 88, український радянський композитор, педагог, музично-громадський діяч.
- Кетрін Хелмонд, 89, американська акторка[68].

### 22 лютого
- Броді Стівенс, 48, американський стендап-комік і актор[69].
- Кларк Джеймс Ґейбл (Кларк Ґейбл III), 30, американський актор, модель і телеведучий[70].

### 21 лютого
- Стенлі Донен, 94, американський кінорежисер, продюсер і хореограф[джерело?].

### 19 лютого

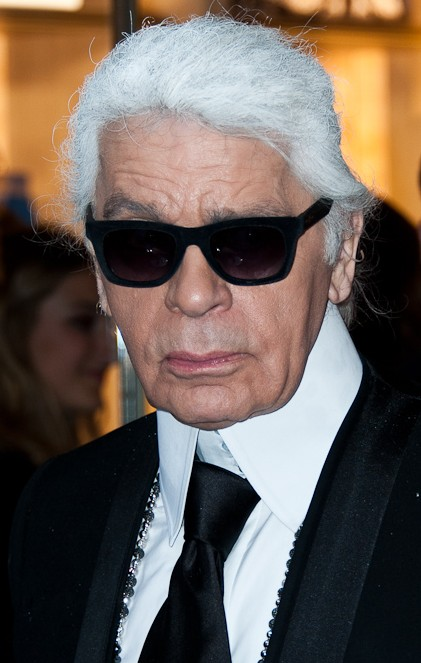
німецький та французький модельєр і дизайнер Карл Лагерфельд у 2014 році

- Ганна Чубач, 78, українська поетеса, заслужений діяч мистецтв України.
- Карл Лагерфельд, 85, німецький та французький модельєр і фотограф, головний дизайнер і креативний директор фешн-дому Chanel[71].
- Дон Ньюкомб, 92, американський бейсболіст.[72]

### 17 лютого
- Едуардо Бауса, 79, аргентинський політик, голова уряду за часів президентства Карлоса Менема.[73]

### 16 лютого
- Бруно Ганц, 77, швейцарський актор.[74]

### 15 лютого
- Лі Радзивілл, 85, американська світська левиця, сестра Жаклін Кеннеді[75].

### 14 лютого
- Захаров Сергій Георгійович, 68, радянський і російський співак українського походження, народний артист Росії.
- Нудельман Михайло, 80, ізраїльський політичний та державний діяч, віце-спікер Кнесету.
- Ганна Яринич, 89, зв'язківець УПА.

### 13 лютого
- Михайловська Людмила Валентинівна, 71, очільниця Української федерації фігурного катання на ковзанах (1980—2000), суддя і технічний контролер ISU.[76][77]

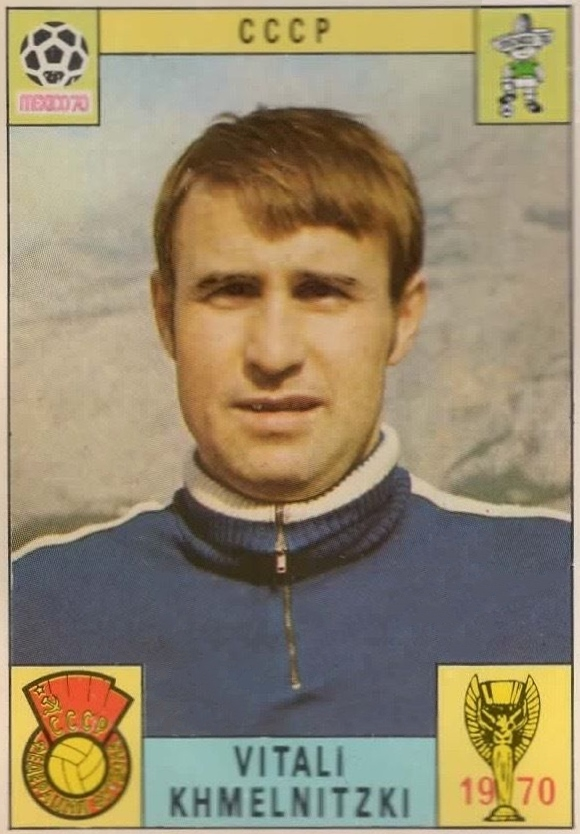
український радянський футболіст Віталій Хмельницький

- Хмельницький Віталій Григорович, 75, український радянський футболіст, крайній нападник, Майстер спорту СРСР[78].

### 12 лютого
- Бетті Баллантайн (1919—2019), 99, легендарна американська редакторка та видавниця фантастики, а також письменниця, яка першою видала класичні романи Кларка, Бредбері, Толкіна, Пола тощо.
- Гордон Бенкс, 81, англійський футболіст, воротар.
- Ліндон Ларуш, 96, американський економіст і політичний активіст, засновник кількох політичних організацій.

### 11 лютого
- Сібгатулла Моджадеді, 93, пуштунський духовний лідер, командир моджахедів в 1989—1992, президент Афганістану в 1992.

### 10 лютого
- Кармен Аргенціано, 75, американський актор[79].
- Ян-Майкл Вінсент, 74, американський актор[80].

### 9 лютого
- Патриція Килина, 82, українська поетеса й перекладач американського походження.[81][82]

### 8 лютого
- Волтер Манк, 101, американський океанограф.
- Архієпископ Іов (Павлишин), 62, архієрей Української православної церкви Київського патріархату, архієпископ Тернопільський і Кременецький (1995—2012).
- Гніздовський Яків Іванович, 76, член Національної спілки художників України.

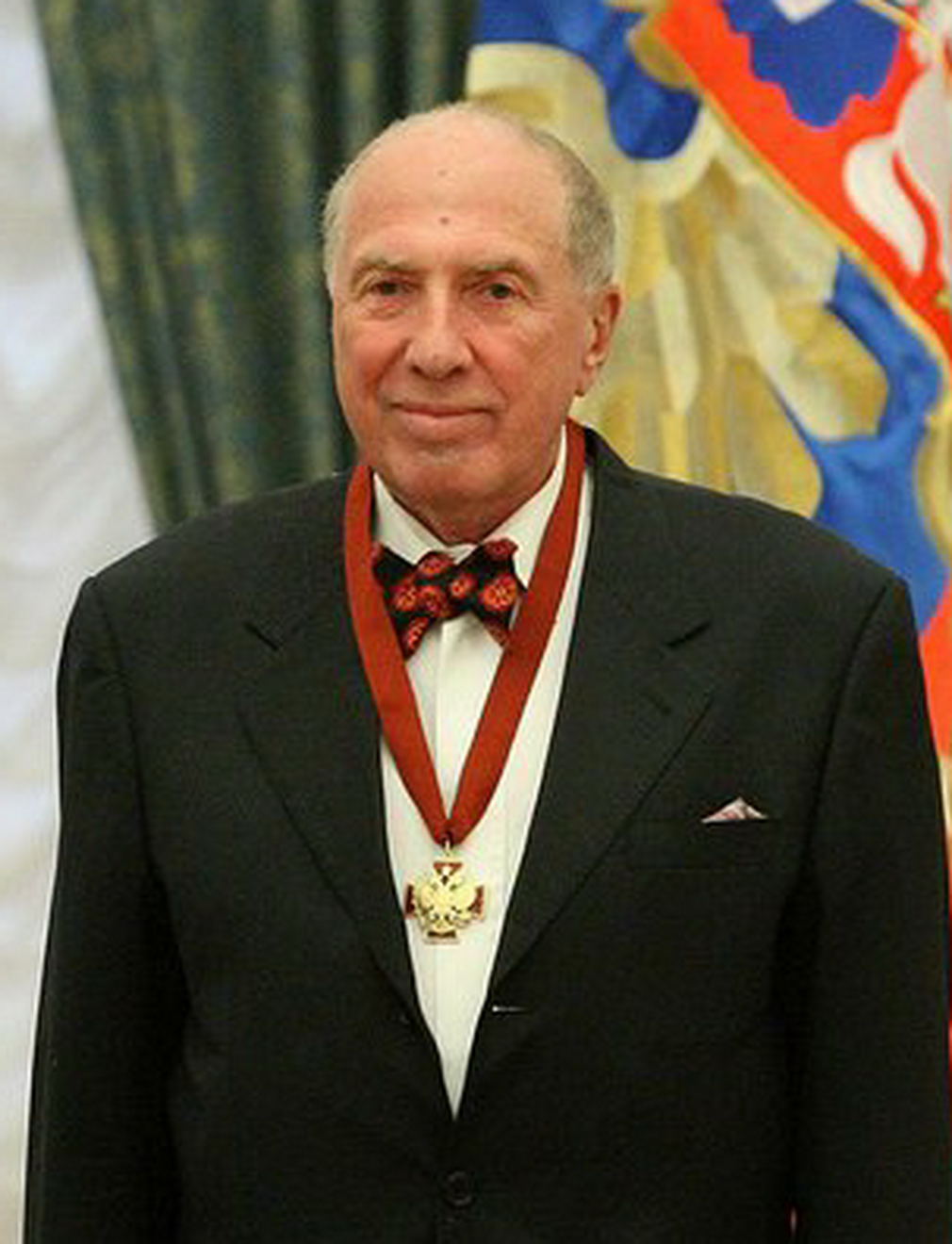
радянський та російський актор, режисер Сергій Юрський

- Юрський Сергій Юрійович, 83, радянський та російський актор, режисер, Народний артист Росії (1987).
- Нипадимка Олег Григорович, 61, український газетний журналіст, засновник газети «Сегодня»[83].

### 7 лютого

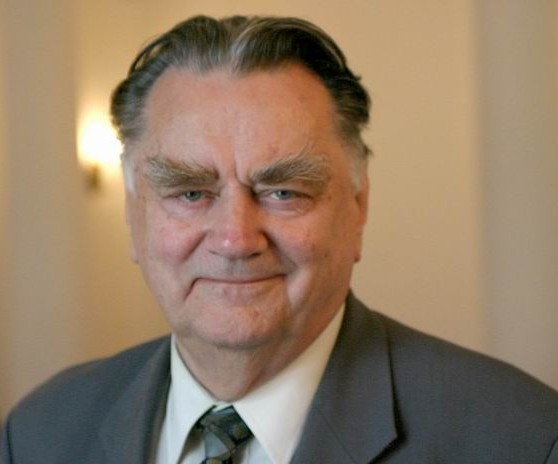
польський політик Ян Ольшевський

- Ян Ольшевський, 88, польський політик, прем'єр-міністр Польщі (1991—1992).
- Френк Робінсон, 83, американський бейсбольний гравець і менеджер.

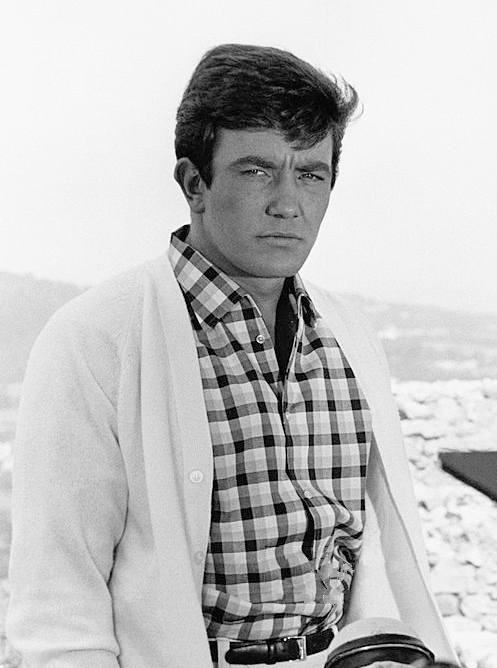
англійський актор і кінорежисер Альберт Фінні у 1966 році

- Альберт Фінні, 82, англійський актор і кінорежисер, п'ятикратний номінант на премію «Оскар».

### 6 лютого
- Едвард Майкл Грін, 88, британський теолог, англіканський священик, християнський апологет. [Архівовано 9 лютого 2019 у Wayback Machine.]
- Манфред Ейген, 91, німецький фізико-хімік, Нобелівський лауреат з хімії (1967).

### 5 лютого
- Железняк Георгій Васильович, 79, український хореограф та балетмейстер, Заслужений діяч мистецтв України (2014).

### 4 лютого
- Золоєв Теймураз Олександрович, 87, радянський, український кінорежисер та сценарист. [Архівовано 7 лютого 2019 у Wayback Machine.]
- Мазуркевич Лев Федорович, 79, білоруський радянський футбольний тренер. [Архівовано 25 квітня 2019 у Wayback Machine.]
- Матті Нюкянен, 55, фінський стрибун з трампліна на лижах, чотириразовий олімпійський чемпіон.
- Овчинников В'ячеслав Олександрович, 82, радянський і російський композитор, диригент. [Архівовано 4 лютого 2019 у Wayback Machine.]

### 3 лютого
- Джулі Адамс, 92, американська акторка[84].

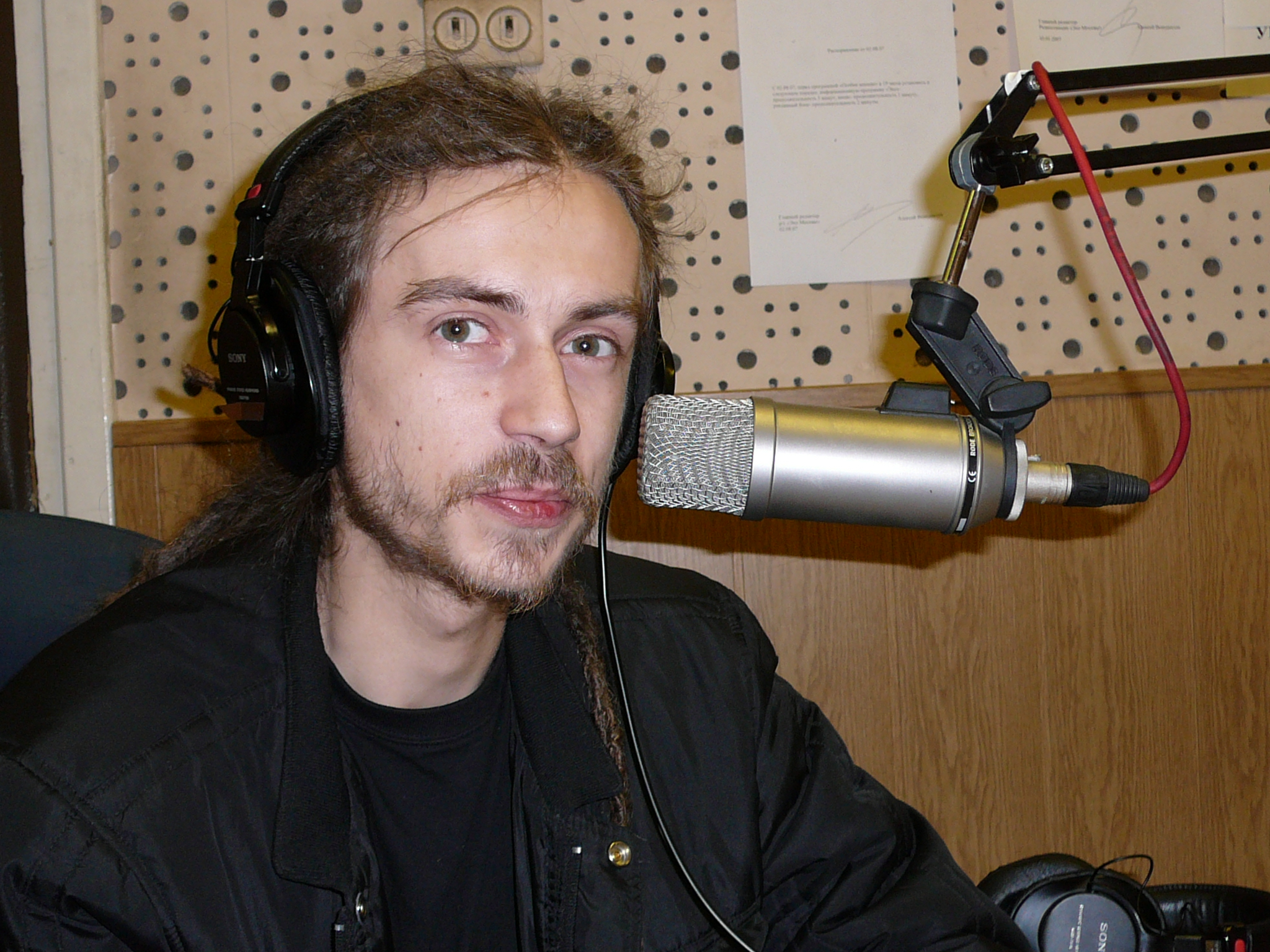
російський реп-виконавець Децл у 2007 році

- Юрі Піхл, 64, естонський державний діяч, міністр внутрішніх справ Естонії в другому уряді Андруса Ансипа, віце-мер Таллінна (з 2009).
- Децл (Толмацький Кирило Олександрович), 35, російський реп-виконавець, зупинка серця[85].
- Крістофф Сент-Джон[en], 52, американський актор[86].

### 2 лютого
- Керол Емшвіллер, 97, американська письменниця-фантаст. [Архівовано 7 лютого 2019 у Wayback Machine.]
- Єльченко Юрій Никифорович, 89, український політичний та партійний діяч, 1-й секретар Київського міському КПУ (1980—1987), Міністр культури УРСР (1971—1973).

### 1 лютого
- Суслов Євген Якович[ru], 81, радянський телеведучий, диктор Центрального телебачення[87].

## Січень

### 31 січня
- Березуцька Валентина Федорівна, 86, радянська та російська актриса театру і кіно[88].
- Кальман Іхас, 77, угорський футболіст, захисник.
- Корж Анатолій Володимирович, 71, український діяч, старший інженер, помічник Президента України Леоніда Кучми.

### 30 січня
- Дік Міллер, 90, американський актор[89].
- Плучик Едуард Ліокумович, 82, радянський оператор, заслужений діяч мистецтв Української РСР (1977).
- Кан Ігор Іванович, 81, радянський та російський актор театру і кіно[90].

### 29 січня
- Боровець-Демчишин Олександра Романівна, 69, українська естрадна співачка, Заслужена артистка України (1996).
- Джеймс Інгрем, 66, американський співак, інструменталіст і продюсер, дворазовий лауреат премії «Греммі», номінант на премію «Оскар».
- Еджисто Пандольфіні, 92, італійський футболіст, півзахисник (клуби «Фіорентина», «Рома»), учасник чемпіонатів світу (1950, 1954).
- Акіяма Сімое, 115, японська повністю верифікована супердовгожителька.
- Джордж Фернандес, 88, індійський політичний і державний діяч.

### 28 січня
- П'єр Делоне, 99, французький футбольний функціонер, генеральний секретар УЄФА (1955—1960).
- Секеч Іштван Йожефович, 79, український радянський футболіст (нападник) угорського походження, тренер.

### 27 січня
- Грінцов Іван Григорович, 83, український радянський партійний діяч, 1-й секретар Сумського обкому КПУ, секретар ЦК КПУ[91].

### 26 січня
- Дерепа Сергій Павлович, 63, український журналіст та спортивний коментатор, заслужений журналіст України, лауреат нагороди «Золотий мікрофон».
- Кравченко Микола Антонович, 65, український актор і театральний режисер, художній керівник і директор Миколаївського художнього російського драматичного театру (1997—2017 рр).

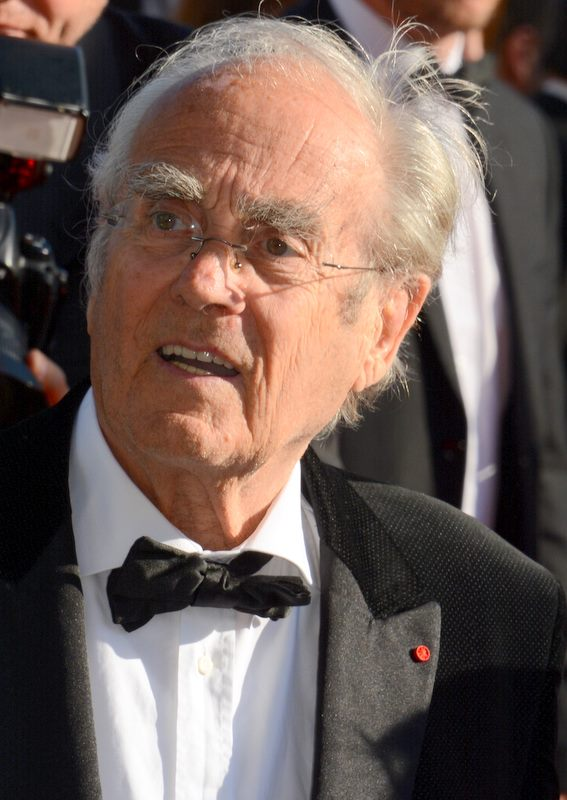
французький композитор, піаніст, актор Мішель Легран у 2013 році

- Мішель Легран, 86, французький композитор, піаніст, диригент[92].

### 25 січня
- Масагор Валерій Олексійович (Валерій Бондарєв), 59, український поет. [Архівовано 26 січня 2019 у Wayback Machine.]
- Мешулам Рікліс, 95, ізраїльсько-американський бізнесмен.
- Крішна Собті, 93, індійська письменниця.
- Тізяков Олександр Іванович, 92, радянський і російський організатор виробництва, член ДКНС.

### 24 січня
- Півень Ігор Петрович, 52, український музейний діяч, директор Полтавського літературно-меморіального музею імені Панаса Мирного (з 2009). [Архівовано 26 січня 2019 у Wayback Machine.] [Архівовано 26 січня 2019 у Wayback Machine.] [Архівовано 26 січня 2019 у Wayback Machine.]

### 23 січня

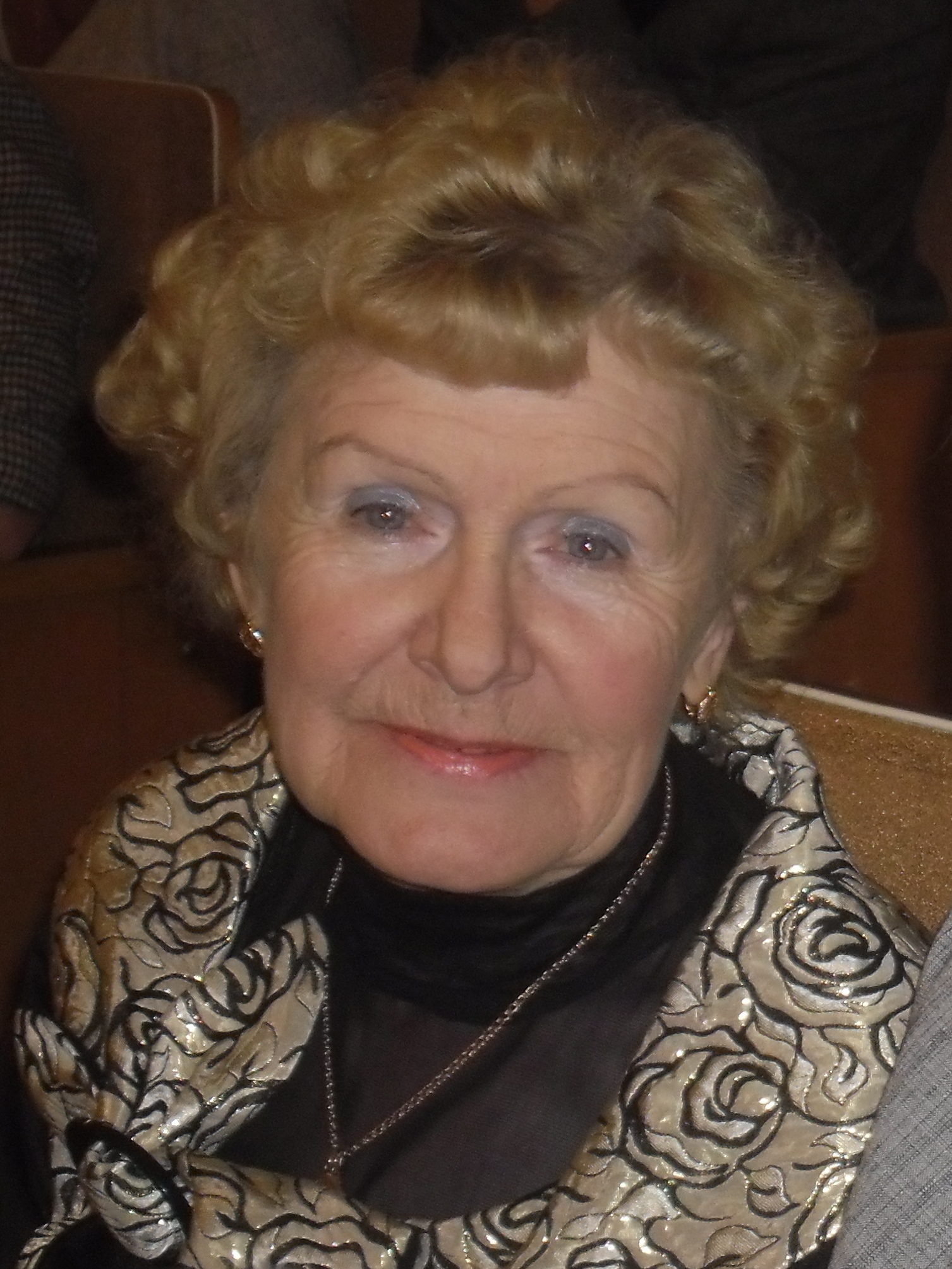
українська співачка (сопрано) Людмила Цуркан

- Надія Дюк, 64, громадська діячка США українського походження.
- Йонас Мекас, 96, американський авангардний режисер, поет. [Архівовано 23 січня 2019 у Wayback Machine.]
- Ерік Олін Райт, 71, американський соціолог, дослідник соціальної стратифікації, представник аналітичного марксизму. Президент Американської соціологічної асоціації.
- Свідзинський Анатолій Вадимович, 89, український професор, доктор фізико-математичних наук, ректор Волинського національного університету імені Лесі Українки (1993—1995), Заслужений діяч науки і техніки України.
- Цуркан Людмила Георгіївна, 81, українська співачка (сопрано), вокальний педагог, Заслужений діяч мистецтв України.

### 21 січня
- Гарріс Воффорд, 92, американський юрист і політик-демократ.
- Людвік Камілевський, 72, римо-католицький священик, декан Житомирського деканату Луцько-Житомирської дієцезії Римо-католицької Церкви (м. Житомир).
- Кудлик Роман Михайлович, 77, український поет, критик. [Архівовано 18 квітня 2019 у Wayback Machine.] [Архівовано 23 січня 2019 у Wayback Machine.]
- Педро Манфредіні, 83, аргентинський футболіст, нападник, чемпіон Аргентини.
- Окунський Олександр Васильович, 47, український баскетболіст[93].
- Еміліано Сала, 28, аргентинський футболіст, нападник, авіакатастрофа.

### 20 січня
- Ендрю Вайна, 74, американський кінопродюсер.
- Масадзо Нонака, 113, найстаріший чоловік на планеті, житель Японії[94].

### 19 січня
- Коваль Омелян Васильович, 98, український громадський діяч, член проводу Організації Українських Націоналістів, політв'язень Аушвіцу.
- Реґґі Янг[en], 82, американський музикант, гітарист, грав з Елвісом Преслі та іншими співаками[[95].

### 18 січня
- Іван Вуцов, 79, болгарський футболіст, захисник; футбольний тренер.
- Лившин Семен Адамович, 79, український та радянський сценарист, журналіст, сатирик[96].

### 17 січня
- Авадалла Бабікер, 101, державний та політичний діяч Судану, прем'єр-міністр (25 травня — 27 жовтня 1969).

### 16 січня
- Джон Богл, 89, американський підприємець, інвестор, засновник і колишній генеральний директор The Vanguard Group.
- Євдокимов Сергій Анатолійович, 69, радянський і український скрипаль, педагог, викладач.

### 15 січня
- Рибак Тимофій Іванович, 86, український науковець, доктор технічних наук. [Архівовано 22 січня 2019 у Wayback Machine.]

### 14 січня

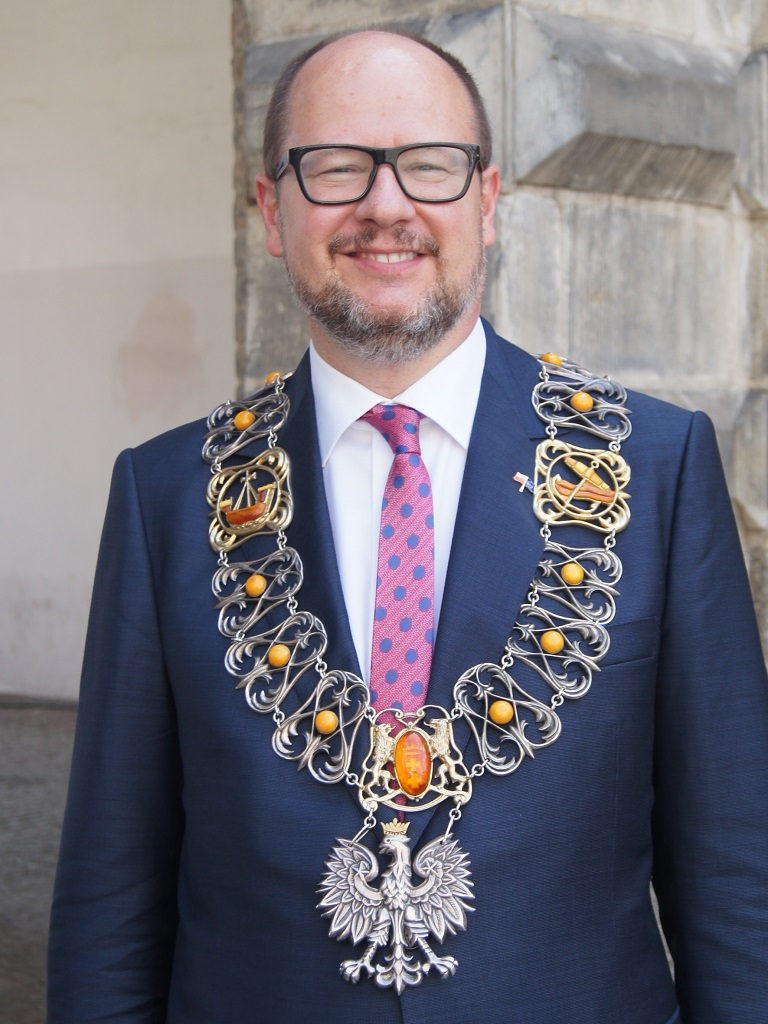
мер міста Гданськ (Польща) Павел Адамович

- Павел Адамович, 53, мер міста Гданськ (Польща) і партійний діяч «Громадянської платформи»; вбитий.
- Кривцов Олександр Станіславович, 68, перший заступник Харківського міського голови (2006—2012). [Архівовано 17 січня 2019 у Wayback Machine.] [Архівовано 21 січня 2019 у Wayback Machine.] [Архівовано 22 січня 2019 у Wayback Machine.]

### 13 січня
- Філемон Масінґа, 49, південноафриканський футболіст, нападник.

### 11 січня
- Майкл Френсіс Атія, 89, англійський математик, лауреат Філдсівської премії[джерело?].

### 10 січня
- Кожолянко Георгій Костянтинович, 72, український історик, професор Чернівецького національного університету ім. Юрія Федьковича. [Архівовано 22 січня 2019 у Wayback Machine.]
- Куровський Георгій Костянтинович, 63, український скульптор, головний художник Києва (1993—1997).

### 9 січня
- Ісаєв Леонід Олексійович, 81, радянський і український громадський діяч, генеральний директор Харківського метрополітену (1984—2002), депутат Верховної Ради України (2002—2012).
- Катаєв Павло Валентинович, 80, радянський і російський письменник, син Валентина Катаєва.
- Кічігін Сергій Олександрович, 67, український бізнесмен, журналіст.

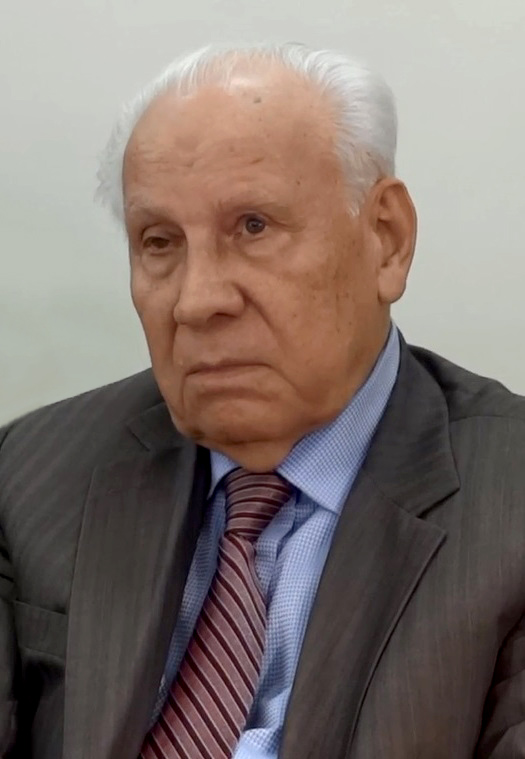
радянський партійний і державний діяч, голова Верховної Ради СРСР (1990—1991) Анатолій Лук'янов

- Лук'янов Анатолій Іванович, 88, радянський партійний і державний діяч, голова Верховної Ради СРСР (1990—1991)[97].
- Малаков Дмитро Васильович, 81, український краєзнавець, член Національної спілки краєзнавців України.
- Яків Палій, 95, військовий злочинець часів Другої світової війни.

### 8 січня
- Лессі Браун, 114, американська супердовгожителька.

### 7 січня
- Моше Аренс, 93, ізраїльський авіаційний інженер, вчений, дипломат та політик, міністр оборони та міністр закордонних справ Ізраїлю.

### 6 січня
- Сахаутдінов Венер Газізович, 80, хірург, член-кореспондент АН Республіки Башкортостан (1995), доктор медичних наук (1975).
- Грегг Рудлофф[en], 63, голлівудський звукорежисер, володар трьох Оскарів (в тому числі за «Матрицю»)[98].
- Еміліано Фаббрікаторе, 80, італійський церковний діяч, архимандрит-емерит архимандрії святого Ніла в Гроттаферраті. [Архівовано 11 січня 2019 у Wayback Machine.]

### 5 січня
- Барда-Скляренко Валерій Всеволодович, 68, радянський і український актор оперети, заслужений артист Української РСР.
- Драгослав Шекуларац, 81, югославський футболіст, півзахисник; футбольний тренер.

### 4 січня

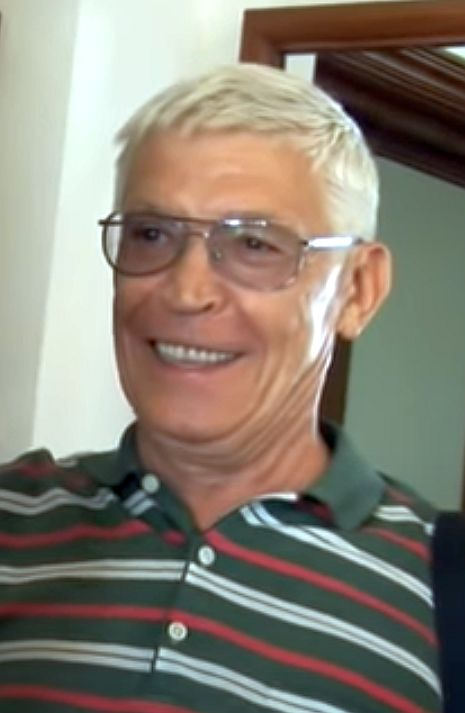
радянський і російський актор театру та кіно Іван Бортник

- Бортник Іван Сергійович, 79, радянський і російський актор театру та кіно. Народний артист Російської Федерації (2000)[99].
- Гарольд Браун, 91, американський фізик і держслужбовець, міністр оборони США з 1977 по 1981 роки.

### 3 січня
- Пономарьов Леонід Іванович, 81, радянський і російський фізик-ядерник, академік РАН (2016).

### 2 січня
- Юрій Туронак, 89, білоруський діяч та історик. [Архівовано 3 січня 2019 у Wayback Machine.]

### 1 січня

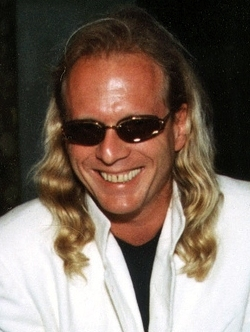
радянський і російський співак Кріс Кельмі

- Кріс Кельмі, 63, радянський і російський співак, клавішник, композитор[100].
- Людвіг В. Адамек, 94, американський історик, австрійського походження.
- Арцутанов Юрій Миколайович, 89, радянський та російський інженер.
- Аль-Бадаві Джамаль Мухаммад, 58, єменський терорист (Ісламський джихад Ємену), авіаудар.
- Дагфін Бакке, 85, норвезький художник.
- Шейн Біснет, 31, американський басист групи (Ice Nine Kills).
- Абдель Салам Бухаджар, 63, марокканський письменник.
- Ед Корні, 85, американський культурист.
- Іван Дімітров, 83, болгарський футболіст (Локомотив (Софія), Спартак Софія, національна збірна).
- Фейс Ектух, 32, голландський репер, застрелений.
- Елізабет Едгар, 89, новозеландський ботанік.
- Кеті Флінн, 82, британська письменниця.
- Фредді Глідден, 91, шотландський футболіст (Гарт оф Мідлотіан, Дамбартон).
- Джоан Гінджоан, 87, іспанський композитор і піаніст.
- Ке Хуа, 103, китайський дипломат, посол в Гвінеї, Філіппінах та Великій Британії.
- Бернд Краплін, 74, німецький інженер і академік.
- Уолт Маккіл, 46, американський бейсболіст (Бостон Ред Сокс, Колорадо Рокіс).
- Пол Невілл, 78, австралійський політик, МР (1993—2013).
- Хосе Антоніо Пужанте, 54, іспанський політик, член Регіональної асамблеї Мурсії (з 2007), зупинка серця.
- Раймонд Рамазані Бая, 75, конголезський політик, міністр закордонних справ (2004—2007) та посол у Франції (1990—1996).
- Річард Ріфкінд, 88, американський дослідник раку.
- Стівен П. Шинке, 73, американський дослідник соціальної роботи.
- Джо Стейплтон, 55, американський радіоведучий та актор.